# Nationalratswahl in Österreich 2017
- SPÖ: 52
- NEOS: 10
- PILZ: 8
- FPÖ: 51
- ÖVP: 62

- Regierung: 113
- Opposition: 70

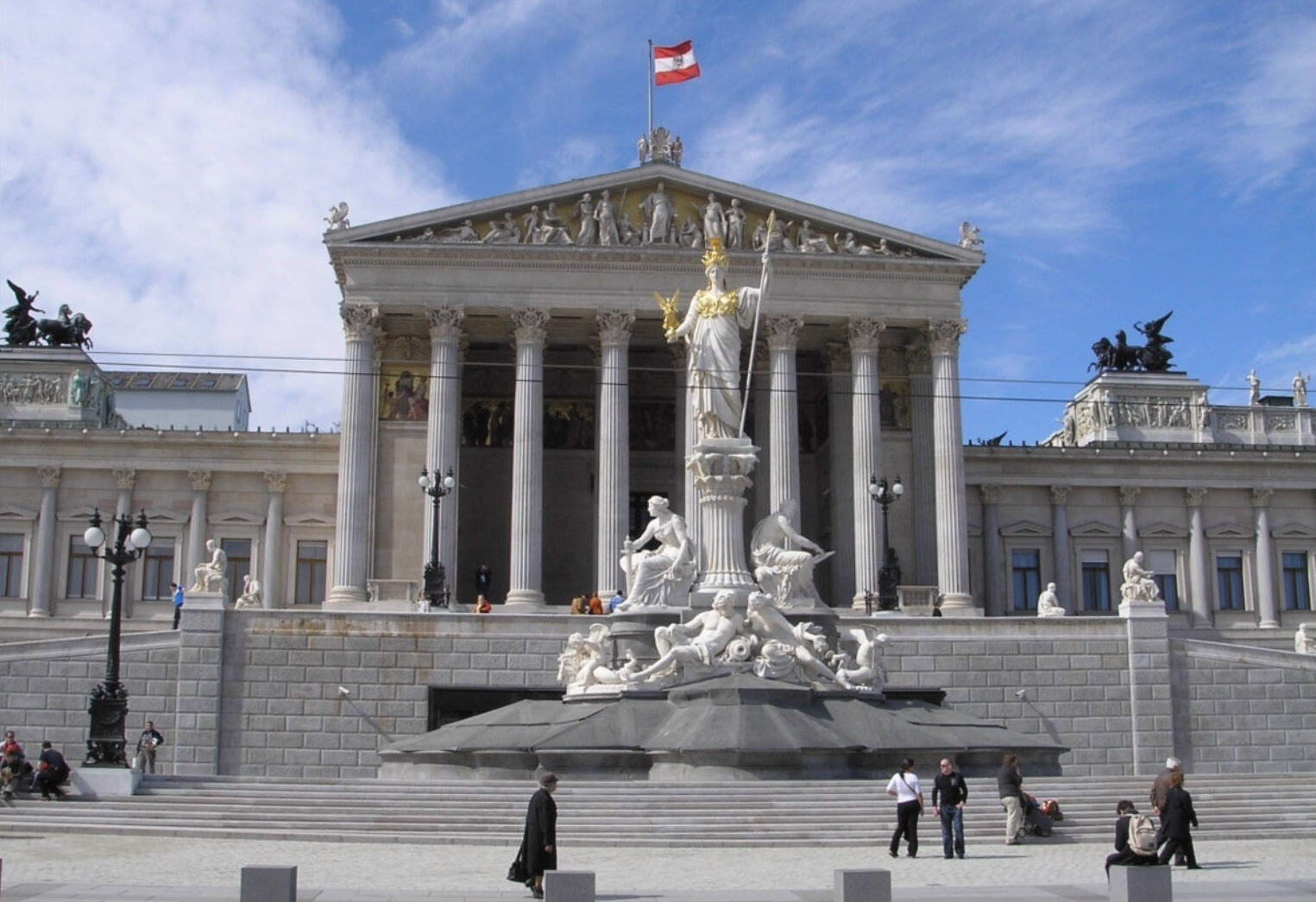
Österreichisches Parlamentsgebäude

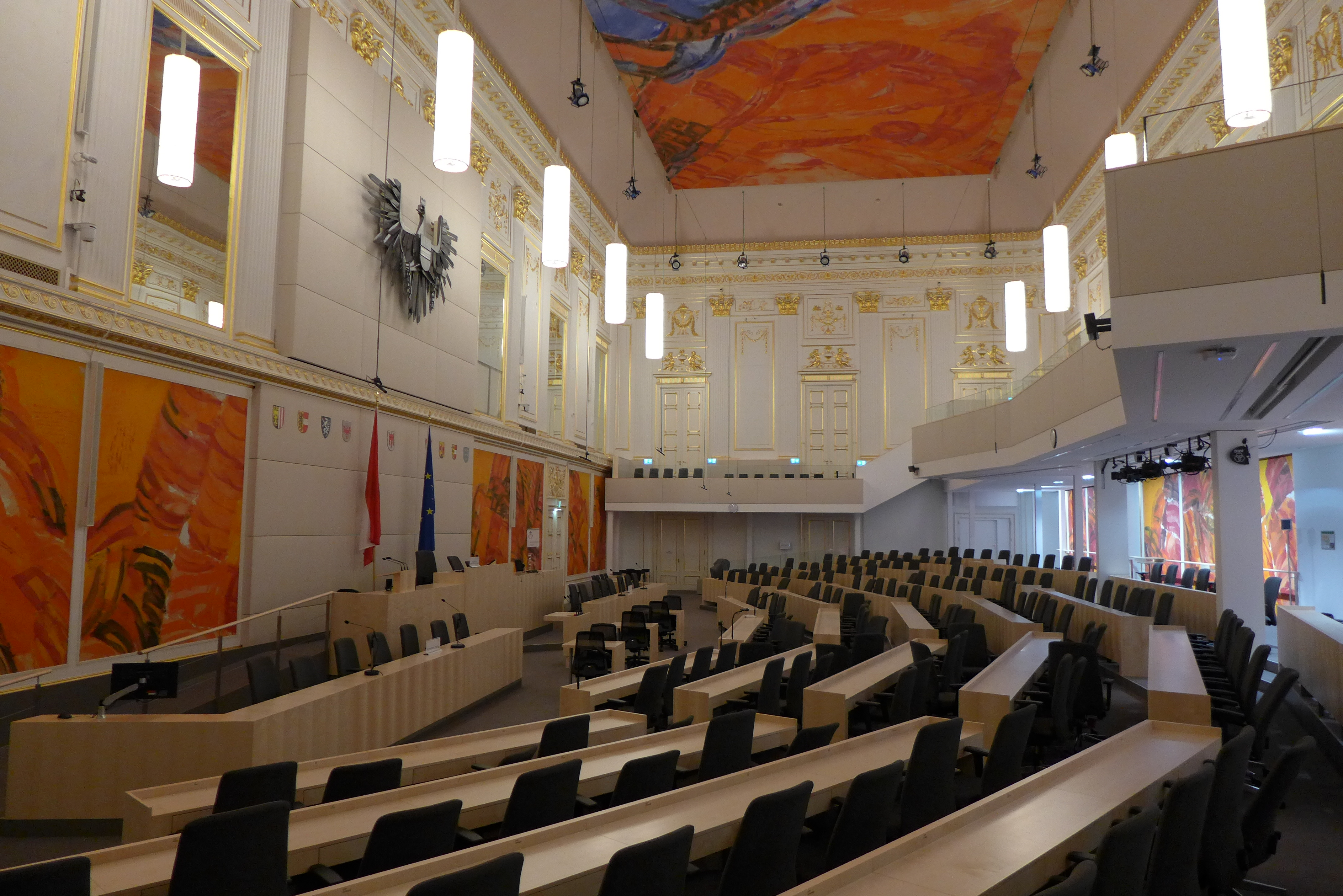
Großer Redoutensaal in der Hofburg: Tagungsort des Nationalrats zwischen Herbst 2017 und 2022 aufgrund der Sanierung des Parlamentsgebäudes

Die 26. Nationalratswahl in Österreich fand am 15. Oktober 2017 statt. Zuvor war die XXV. Legislaturperiode, die regulär im Herbst 2018 zu Ende gegangen wäre, durch Beschluss des Nationalrates verkürzt worden.
Stimmenstärkste Partei wurde die ÖVP unter Sebastian Kurz mit 31,5 % (Zuwachs von 7,5 Prozentpunkten). Die SPÖ mit Bundeskanzler Christian Kern gewann einige Hundertstelprozentpunkte im Vergleich zu ihrem bis dahin schlechtesten Ergebnis bei der Wahl 2013 und lag mit 26,9 % auf dem zweiten Platz. Mit 26,0 % erreichte die FPÖ das bis dahin zweitbeste Ergebnis der Parteigeschichte und den dritten Platz. Alle drei traditionellen Parlamentsparteien gewannen somit Stimmanteile, ein Novum in der Geschichte der Zweiten Republik. Zum Debakel wurde die Wahl hingegen für die Grünen, die von ihrem historisch besten Ergebnis auf 3,8 % abstürzten und aus dem Nationalrat, dem sie seit 1986 ohne Unterbrechung angehört hatten, ausschieden. NEOS verbesserte sich im Vergleich zu 2013 um einige Zehntelprozentpunkte, gewann ein Mandat hinzu und wurde viertstärkste Kraft. Die Liste Peter Pilz des ehemaligen Bundessprechers der Grünen schaffte mit 4,4 % den Sprung über die Vier-Prozent-Hürde. Das Team Stronach trat zur Wahl nicht mehr an. Die übrigen Parteien erzielten Ergebnisse unter 1 %.
Die Wahlbeteiligung steigerte sich von 74,9 % auf 80,0 %, mit über 5 Millionen gültigen Stimmen stellte die Wahl einen neuen Rekord an absoluten Stimmen auf. Insgesamt wurden fünf Parteien in den Nationalrat gewählt.

## Termin
Nach Art. 26 und 27 B-VG muss die Wahl im Regelfall in den letzten dreißig Tagen vor Ablauf des fünften Jahres nach dem Beginn der vorangehenden Legislaturperiode an einem Sonntag oder Feiertag stattfinden. Diese begann am 29. Oktober 2013, sodass der Wahltermin zwischen dem 29. September und dem 28. Oktober 2018 hätte liegen müssen. Dieser Termin wurde allerdings aufgrund der frühzeitigen Auflösung des Nationalrates obsolet.
Eine frühere Wahl nach vorzeitiger Auflösung des Nationalrats ist möglich. Eine solche Auflösung kann entweder vom Bundespräsidenten auf Vorschlag der Bundesregierung oder vom Nationalrat selbst mit einfacher Mehrheit beschlossen werden. Im Fall einer Auflösung durch den Bundespräsidenten muss die Neuwahl so stattfinden, dass der Nationalrat spätestens hundert Tage nach seiner Auflösung wieder zusammentreten kann. Bei einer Selbstauflösung legt der Nationalrat selbst per Gesetz fest, wann die Neuwahlen stattfinden. 18 der 25 bisherigen Legislaturperioden endeten durch eine solche Selbstauflösung des Nationalrats.
Ende 2014 wurde aufgrund eines Konflikts innerhalb der Regierungskoalition über eine Steuerreform auch über eine vorzeitige Auflösung des Nationalrats diskutiert. Letztlich einigten sich die Regierungsparteien jedoch Mitte 2015 über die Steuerreform, womit auch die mögliche Auflösung des Parlaments erstmal nicht mehr im Raum stand. In den folgenden eineinhalb Jahren wurde jedoch immer wieder über eine vorzeitige Neuwahl diskutiert.
Aufgrund der Differenzen zwischen den Regierungsparteien SPÖ und ÖVP sowie des Rücktritts von Vizekanzler Reinhold Mitterlehner beantragten die Oppositionsparteien im Nationalrat eine vorzeitige Neuwahl. SPÖ und ÖVP schlossen sich dem am 15. Mai 2017 an. Am 16. Mai 2017 wurde nach Gesprächen der Chefs aller Parteien der 15. Oktober 2017 festgelegt, nachdem auch der 8. Oktober 2017 als möglicher Termin genannt wurde. Der Beschluss der Verkürzung der Legislaturperiode wurde auf Initiative der Oppositionsparteien allerdings vorbehaltlich einer Fristsetzung gefasst, der formale Auflösungsbeschluss erfolgte erst am 17. Juli. Der Grund dafür war, dass bei einer sofortigen Einbringung auch der parlamentarische Untersuchungsausschuss zur Eurofighter-Affäre, dessen erste Sitzung nur wenige Tage vor Mitterlehners Rücktrittsankündigung stattgefunden hatte, umgehend zu beenden gewesen wäre.
Im Bundesland Tirol wurde im selben Wahlgang mit der Nationalratswahl eine Volksbefragung über eine mögliche Bewerbung Innsbrucks und Tirols um die Olympischen Winterspiele 2026 durchgeführt.
In Krems an der Donau (Niederösterreich) fanden gleichzeitig mit der Nationalratswahl die regulären Gemeinderatswahlen statt.

## Ausgangslage
- SPÖ: 51
- NEOS: 8
- GRÜNE: 21
- FPÖ: 38
- Sonst.: 14
- ÖVP: 51

Bei der Nationalratswahl 2013 verloren die beiden Parteien der regierenden Großen Koalition, SPÖ und ÖVP, an Stimmen und erzielten ihr bislang jeweils schlechtestes Ergebnis in der Geschichte der Zweiten Republik. Sie blieben jedoch stärkste und zweitstärkste Kraft und konnten ihr Regierungsbündnis fortsetzen, zunächst mit Bundeskanzler Werner Faymann in der Bundesregierung Faymann II, nach dessen Rücktritt im Mai 2016 mit Christian Kern als dessen Nachfolger im Bundeskanzleramt und auch als SPÖ-Parteiobmann in der Bundesregierung Kern. Die FPÖ und die Grünen gewannen Sitze hinzu; die NEOS und das Team Stronach konnten erstmals die Vierprozenthürde überwinden. Das BZÖ schied mit 3,5 % der Stimmen aus dem Nationalrat aus.
Im Laufe der Wahlperiode kam es zu mehreren Wechseln von Abgeordneten zwischen den Klubs (Fraktionen) (siehe Liste der Abgeordneten zum Österreichischen Nationalrat (XXV. Gesetzgebungsperiode)). Aus dem Team Stronach traten sieben der anfangs elf Mitglieder aus, wodurch der Klubstatus 2017 verloren ging. Die ÖVP gewann zeitweise fünf, nach einem Wiederaustritt zuletzt vier Parlamentarier hinzu. Die NEOS und die SPÖ verloren einen Mandatar. Die FPÖ verlor vier Mitglieder und bekam zwei vom Team Stronach. Den Klub der Grünen verließen drei Mitglieder. Im August 2017 waren 14 „wilde“, also klubfreie Abgeordnete im Nationalrat, wobei vier dieser Klubfreien zur FPS-FLÖ gehören bzw. für diese kandidieren (Rupert Doppler, Barbara Rosenkranz, Martina Schenk und Gerhard Schmid). Vier Abgeordnete gehören zur Liste Peter Pilz (Daniela Holzinger-Vogtenhuber, Peter Pilz, Bruno Rossmann und Wolfgang Zinggl). Drei der vier verbliebenen Abgeordneten des Team Stronach, das 2017 nicht mehr zur Wahl antrat, ermöglichten durch ihre Unterschrift die Kandidatur der „Weißen“.

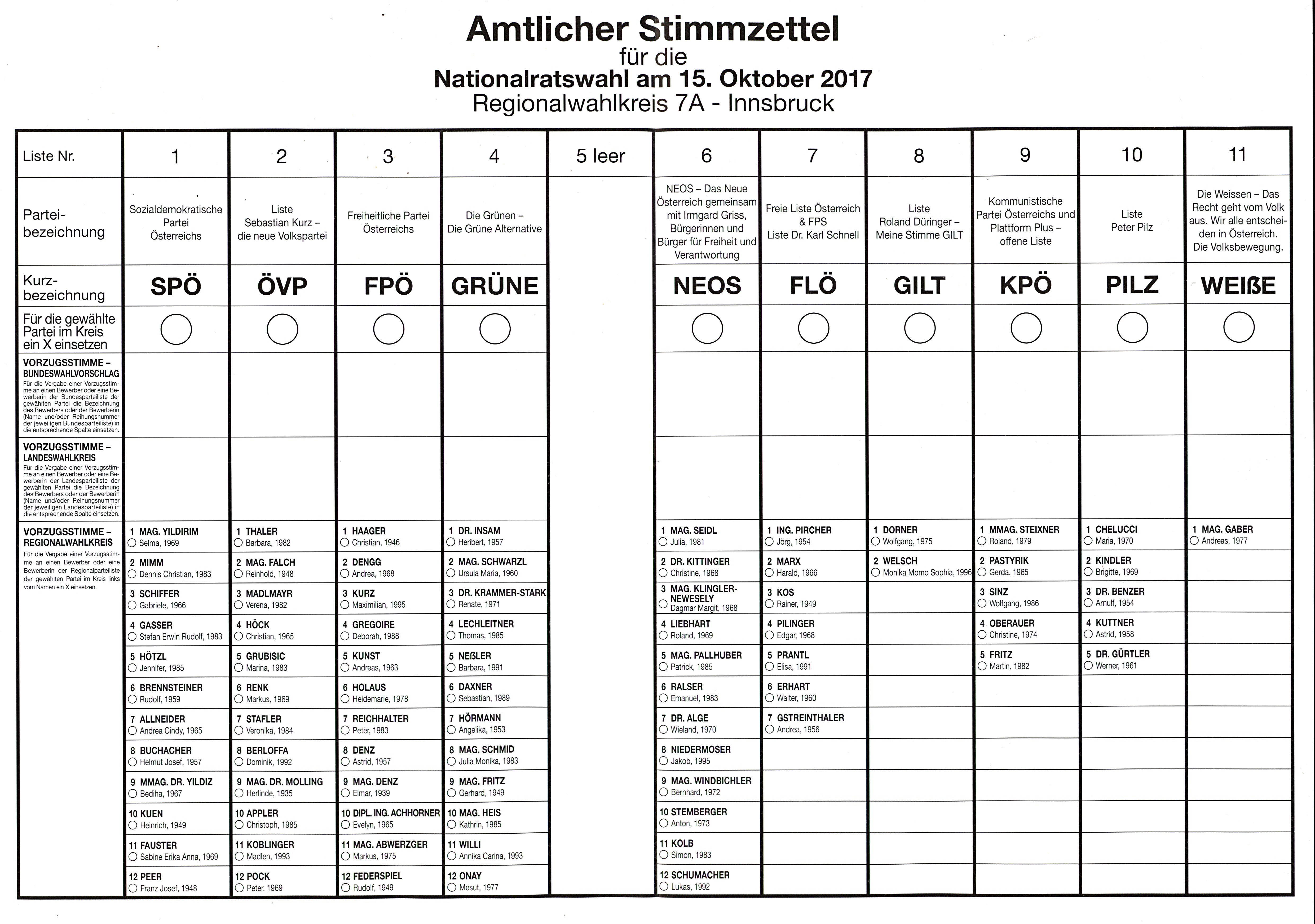
Stimmzettel, Regionalwahlkreis 7A: Innsbruck

## Kandidierende Wahlparteien und Listen
Um bei der Nationalratswahl antreten zu können, mussten Wahlparteien bis zum 18. August (17 Uhr) entweder die Unterschriften von drei Abgeordneten zum Nationalrat oder 2600 gültige Unterstützungserklärungen von wahlberechtigten Bürgern vorlegen. Wahlparteien können auch nur in einzelnen Bundesländern antreten, dazu mussten diese je nach Bundesland zwischen 100 und 500 gültige Unterstützungserklärungen einreichen. Insgesamt traten 16 Parteien an, sechs davon nur in einzelnen Bundesländern, österreichweit standen zehn Bewerber auf den Stimmzetteln.

### Sozialdemokratische Partei Österreichs (SPÖ)
Spitzenkandidat der Sozialdemokratischen Partei Österreichs (SPÖ) war Kanzler Christian Kern. Auf Platz zwei der Bundesliste stand die Gesundheitsministerin Pamela Rendi-Wagner. Anfang August wurde das Wahlprogramm präsentiert. Es orientiert sich an den schon im Jänner 2017 von Christian Kern präsentierten SPÖ-Grundsatzprogramm „Plan A“. Das Programm unterteilt sich in neun Kapitel (Arbeit, Wirtschaft, Bildung, Gesundheit & Alter, Frauen, Zusammenleben, Staat & Politik, Lebenswertes Österreich und Europa & Welt). Der Slogan lautet: „Das Programm für Wohlstand, Sicherheit & gute Laune“.

### Liste Sebastian Kurz – Die neue Volkspartei (ÖVP)
Die Österreichische Volkspartei trat als Liste ihres Spitzenkandidaten Sebastian Kurz an, behielt aber als Kurzbezeichnung ÖVP. Auf den weiteren Plätzen der Bundesliste folgten Elisabeth Köstinger, Josef Moser, Gaby Schwarz, Efgani Dönmez, Maria Großbauer, Rudolf Taschner, Tanja Graf, Karl Mahrer und Kira Grünberg. Der erste Teil des Wahlprogramms, vorgestellt am 4. September 2017, trug den Titel „Neue Gerechtigkeit & Verantwortung“ und versprach Steuersenkungen, ein Eintreten gegen Vermögens- und Erbschaftssteuern und ein „Mindestsicherung light“ für Menschen ohne österreichische Staatsbürgerschaft. Bereits im Juni 2017 hatte Kurz angekündigt, dass er Steuerentlastungen im Ausmaß von 12 bis 14 Milliarden Euro pro Jahr anstrebe, gegenfinanziert durch Einsparungen bei „Bürokratie und fehlgeleiteten Sozialleistungen“, dabei vor allem Kinderbeihilfe (eigentl. Familienbeihilfe) und Mindestsicherung an ausländische Staatsbürger.
Der zweite Teil des Programms, präsentiert neun Tage später, umfasste Wirtschaft, Bildung, Forschung, Kultur und Umwelt. Die Schulpflicht soll durch eine „Bildungspflicht“ ersetzt werden. Kinder sollen „sinnerfassend lesen können und die Grundrechnungsarten beherrschen“, ansonsten soll die Schulpflicht bis zum 18. Lebensjahr verlängert werden. Außerdem soll es ein verpflichtendes zweites Kindergartenjahr für Kinder geben, die nicht ausreichend Deutsch beherrschen. Für geringe Einkommen sollen Sozialversicherungsbeiträge reduziert werden. Man spricht sich für Bürokratieabbau und Deregulierungsmaßnahmen aus.
Den dritten Teil des Wahlprogramms präsentierte Kurz am 27. September 2017 die Themen „Ordnung und Sicherheit“. Wer illegal nach Österreich einreist, soll in das Herkunftsland zurückgestellt werden. Falls die Person Schutz braucht, soll sie in ein Protection Center in einem Drittstaat gebracht werden. Es wird ein verbessertes Punktesystem für legale Zuwanderung gefordert. Bezüglich Staatsreform forderte man eine klare Aufteilung der Kompetenzen bei Bund, Länder und Gemeinden sowie mehr Steuerautonomie für die Bundesländer. Weiters werden Strukturreformen in der EU gefordert, eine Umsetzung des Sicherheitspakets sowie härtere Strafen bei Gewalt gegen Frauen und bei Hetze.

### Freiheitliche Partei Österreichs (FPÖ)
Die Freiheitliche Partei Österreichs (FPÖ) ging mit ihrem seit 2005 amtierenden Parteichef Heinz-Christian Strache in die Wahl, gefolgt von Norbert Hofer. Der Leitspruch der FPÖ im Wahlkampf 2017 lautete Fairness.

### Die Grünen – Die Grüne Alternative (GRÜNE)
Spitzenkandidatin der Grünen (GRÜNE) war Ulrike Lunacek, zu jener Zeit Delegationsleiterin der österreichischen Grünen im Europaparlament. Neue Parteichefin wurde nach dem Rücktritt von Eva Glawischnig im Mai 2017 Ingrid Felipe.

### Das neue Österreich gemeinsam mit Irmgard Griss, Bürgerinnen und Bürger für Freiheit und Verantwortung (NEOS)
Die 2013 erstmals in den Nationalrat eingezogene liberale Partei NEOS – Das Neue Österreich und Liberales Forum (NEOS) traten mit Parteichef Matthias Strolz und der unabhängigen ehemaligen Bundespräsidentschaftskandidatin Irmgard Griss an der Spitze an.

### Kommunistische Partei Österreichs und Plattform PLUS – offene Liste (KPÖ)
Die Kommunistische Partei Österreichs trat im Wahlbündnis mit den Jungen Grünen als Kommunistische Partei Österreichs und Plattform PLUS – offene Liste bundesweit an. Spitzenkandidat war Mirko Messner, auf dem zweiten Listenplatz kandidierte die ehemalige Vorsitzende der Jungen Grünen Flora Petrik.

### Freie Liste Österreich & FPS Liste Dr. Karl Schnell (FLÖ)
Die Freie Partei Salzburg, eine Abspaltung der FPÖ in Salzburg, trat bundesweit als Freie Liste Österreich an. Neben den beiden Nationalratsabgeordneten der FPS wurde die Liste von Christoph Hagen (Team Stronach) unterstützt. Die Spitzenkandidatur übernahm am 27. August 2017 die ehemalige Bundespräsidentschaftskandidatin Barbara Rosenkranz, der Parteigründer Karl Schnell auf Listenplatz Nummer zwei.

### Liste Peter Pilz (PILZ)
Der aus dem Grünen Klub ausgetretene Peter Pilz präsentierte am 25. Juli 2017 seine eigene Wahlpartei Liste Peter Pilz. Als Parteifarbe wählte Pilz Transparent, räumte jedoch ein, dass dies bei der Darstellung in den Medien eine Herausforderung sein könnte: „Sonst sind wir auch mit Weiß zufrieden.“ Anfang August gab Pilz auch die Gründung der politischen Partei Liste Peter Pilz bekannt. Die Parteigründung sieht er als einen reinen Formalakt, da seine Liste sonst nach der Wahl keine Parteienförderung beziehen könnte. Über die vier Gründungsparteimitglieder hinaus sollen keine weiteren Mitglieder aufgenommen werden.

### Liste Roland Düringer – Meine Stimme GILT (GILT)
Roland Düringers Liste Meine Stimme Gilt (Eigenschreibweise G!LT) sammelte 4.500 Unterstützungserklärungen und erreichte damit die bundesweit notwendige Zahl von 2.600 Unterschriften für die Kandidatur. Intern per Auslosung wurde der 70-jährige Pensionist und Esoteriker Günther Lassi zum Spitzenkandidaten bestimmt. Nachdem nach Einreichung der Wahllisten bei den Wahlbehörden in den Medien darüber berichtet worden war, dass er auf seiner Website einen Link zu dem antisemitischen Pamphlet Protokolle der Weisen von Zion bereitgestellt hatte, gab die Liste Gilt am 30. August per Aussendung bekannt, dass Lassi seinen „unwiderruflichen“ Verzicht auf die Kandidatur erklärt hat, um dem „Demokratieprojekt Gilt“ nicht zu schaden. Rechtlich ist ein solcher Rückzug nur ein symbolischer Akt, da die betreffende Bundesliste nach Einreichung nicht mehr geändert werden kann und Lassi – hätte die Liste Gilt den Einzug in das Parlament geschafft – erst nach der Wahl auf sein Mandat hätte verzichten können.
Nach Lassis Rückzug folgt mit dem Pensionisten Josef Schelling der Listenzweite als neuer Spitzenkandidat nach. Tatsächlich waren die Kandidaten danach nicht mehr öffentlich in Erscheinung getreten und wurden vom Gilt-Pressesprecher Philipp Schmidt abgeschirmt: „Wir gehen dazu über, dass es keinerlei Interviews mit den Kandidaten gibt, wir lassen uns auch auf keine Diskussion ein, wer Spitzenkandidat ist.“ Pressetermine wurden von Roland Düringer absolviert.

### DIE WEISSEN – Das Recht geht vom Volk aus. Wir alle entscheiden in Österreich. Die Volksbewegung. (WEIẞE)
Die Weißen sahen sich in der Weiterentwicklung des mit ähnlichen Zielen im Jahr 1994 gegründeten Vereins ACHT – Verein zur Stärkung der grundverfassungsrechtlichen Maximen, dessen Vorstand in Personalunion mit dem Vorstand der Wahlpartei, Thomas Rathammer als Obmann (Bundesliste Platz 2) und Karl-Heinz Plankel als Vizeobmann (Bundesliste Platz 3), geführt ist. Als Sprecherin des Vorstands der Weißen fungierte Isabella Heydarfadai, die als Spitzenkandidatin (Bundesliste Platz 1) zur Wahl antrat.
Die Weißen wurden von drei Nationalratsabgeordneten des 2017 nicht mehr antretenden Team Stronach unterstützt, wodurch sie ohne Sammlung von Unterstützungserklärungen zur Nationalratswahl in allen Wahlkreisen antreten konnten: Neben Ulla Weigerstorfer und Waltraud Dietrich war dies auch Leopold Steinbichler, der als einziger der drei für die Weißen kandidierte (Bundesliste Platz 5).

### Sonstige Listen
Folgende Wahlparteien kandidierten nur in einzelnen Bundesländern:
- Sozialistische Linkspartei (SLP) in Wien und Oberösterreich
- Für Österreich, Zuwanderungsstopp, Grenzschutz, Neutralität, EU-Austritt (EUAUS) in Wien. (Diese rechtlich eigenständige Liste wird von der EU-Austrittspartei unterstützt.)
- Obdachlose in der Politik (ODP) in Wien
- Christliche Partei Österreichs (CPÖ) in Vorarlberg
- Männerpartei – für ein faires Miteinander (M) in Vorarlberg
- Neue Bewegung für die Zukunft (NBZ) in Vorarlberg

Das 2013 mit einem Ergebnis von 5,7 % in den Nationalrat eingezogene Team Stronach trat nicht zur Wahl an. Da es zur Wahl noch im Nationalrat vertreten war, blieb die ihm vorbehaltene Spalte 5 am Stimmzettel nach § 49 der Nationalratswahlordnung leer. Ebenso trat das Bündnis Zukunft Österreich (BZÖ) nicht mehr an, welches 2013 mit 3,5 % aus dem Parlament ausgeschieden war.

### Spitzenkandidaten bzw. Parteigründer

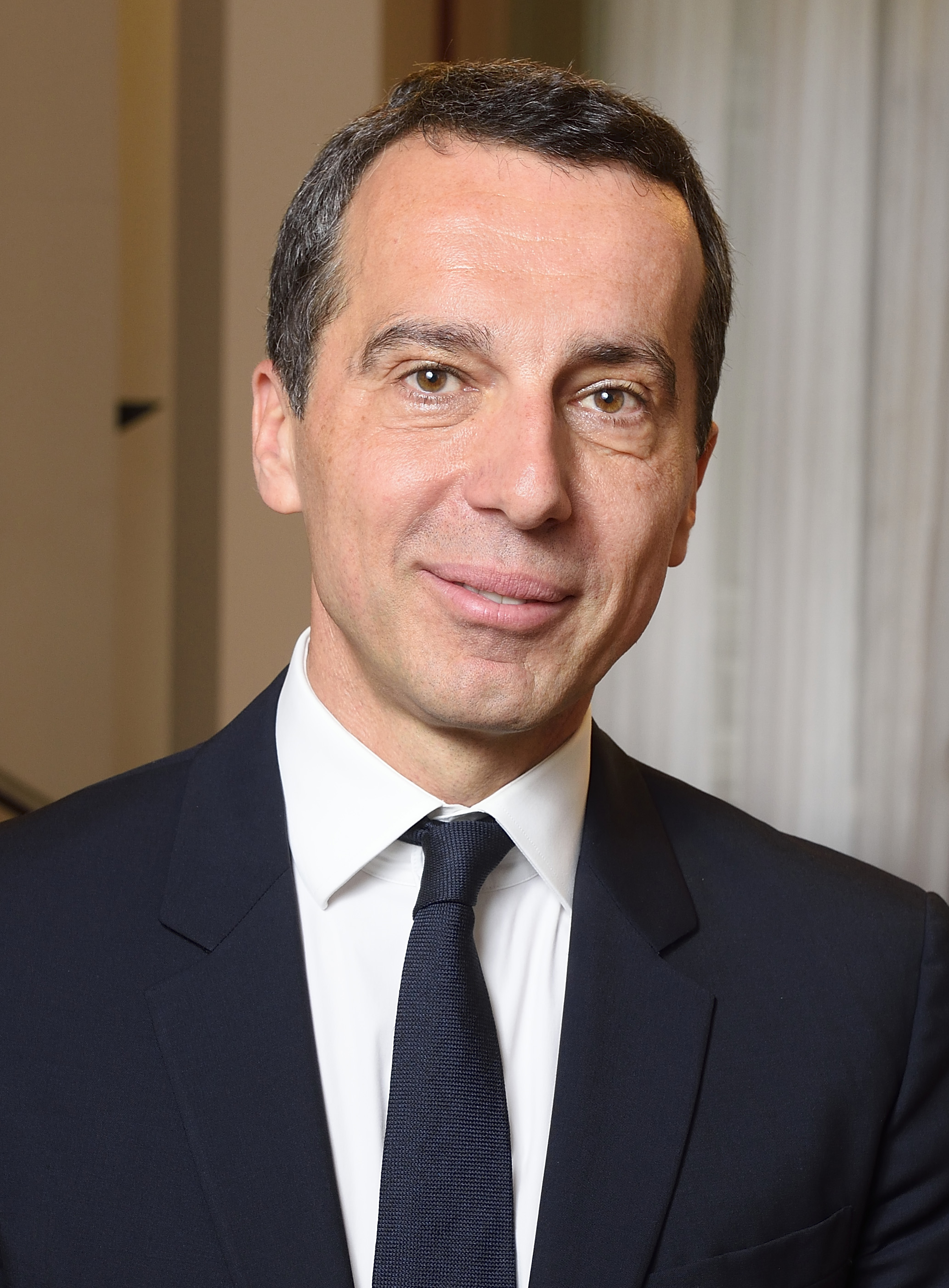
Christian Kern (SPÖ)
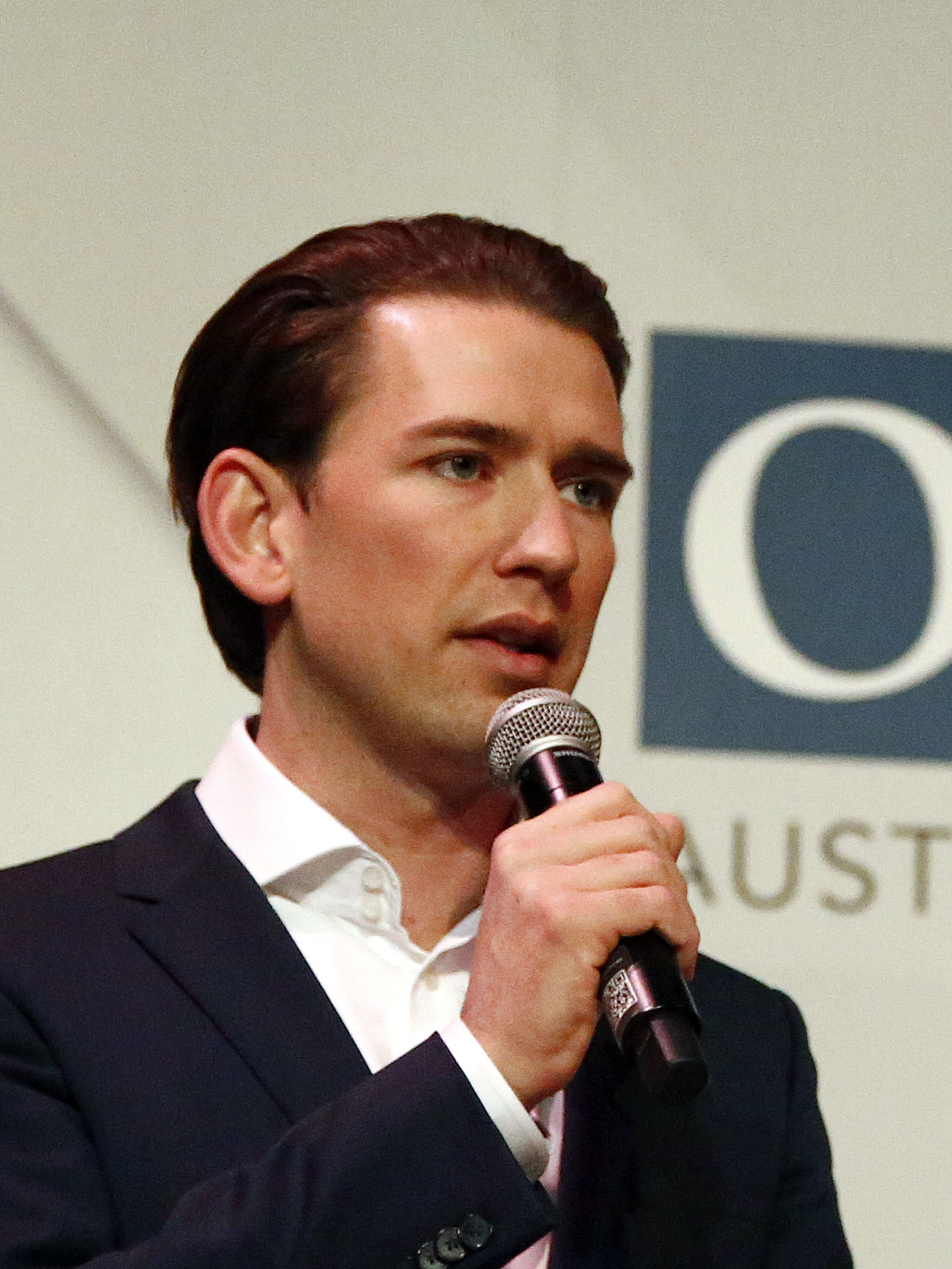
Sebastian Kurz (ÖVP)
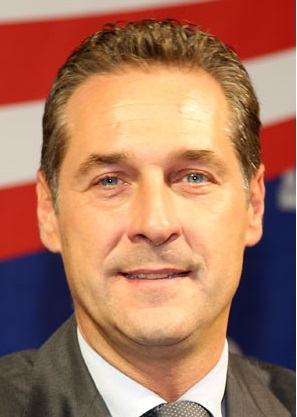
Heinz-Christian Strache (FPÖ)
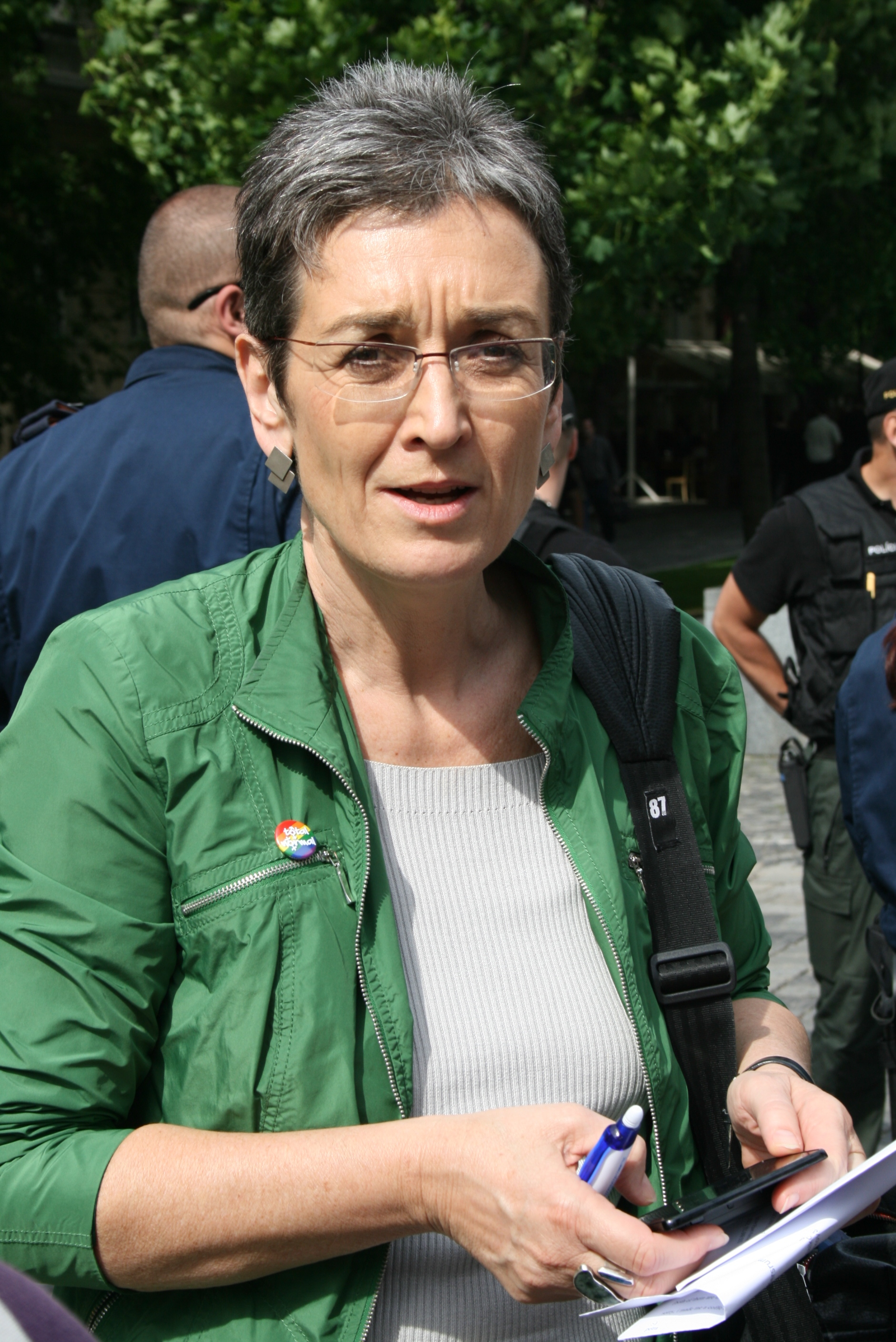
Ulrike Lunacek (GRÜNE)
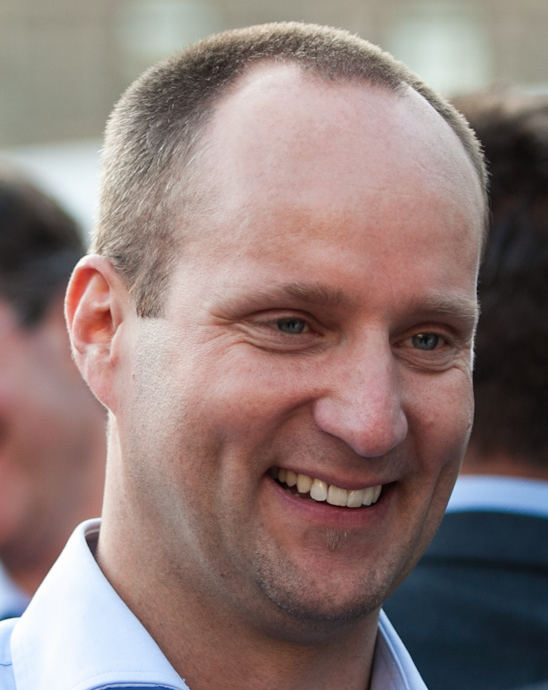
Matthias Strolz (NEOS)
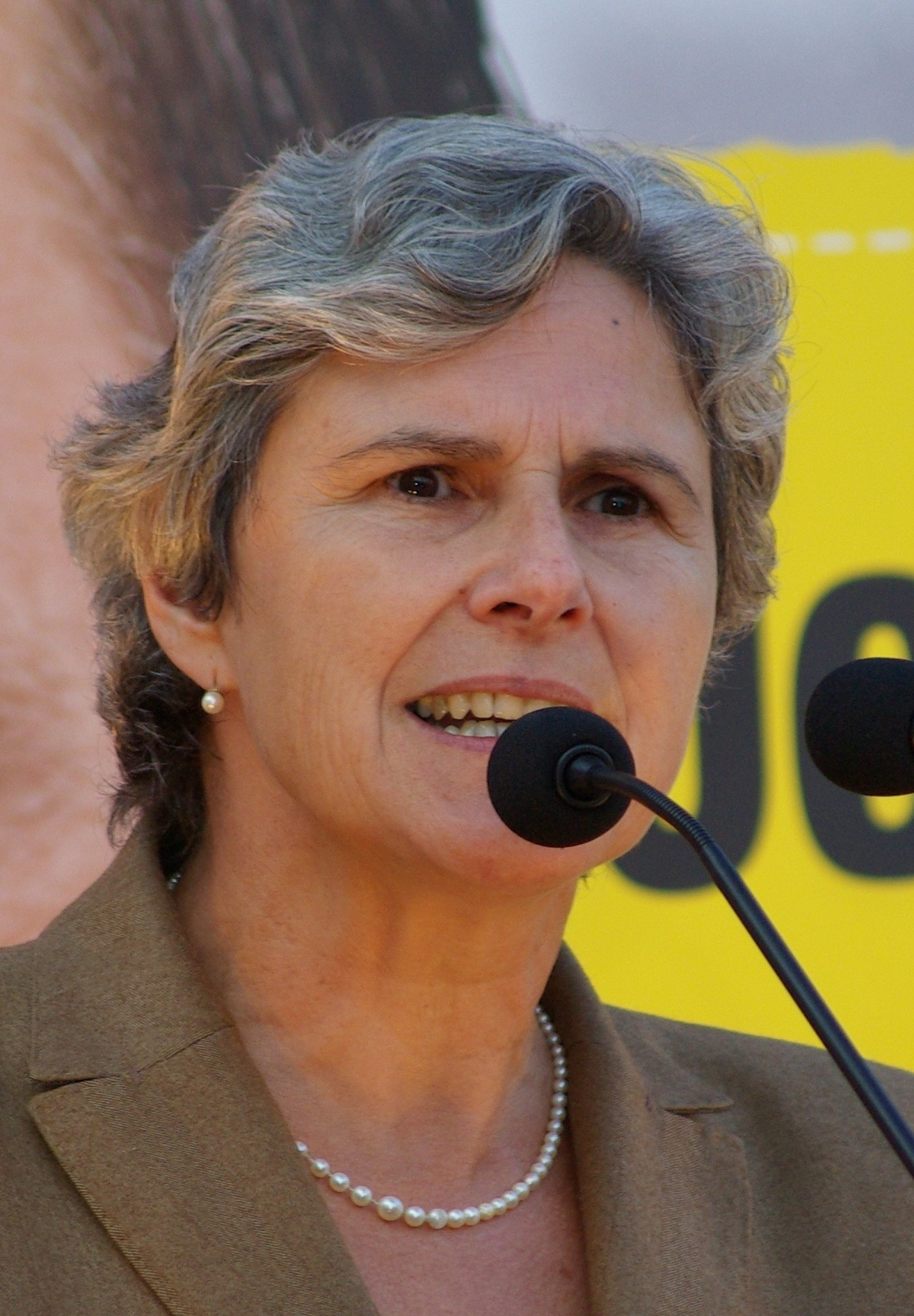
Barbara Rosenkranz (FLÖ)
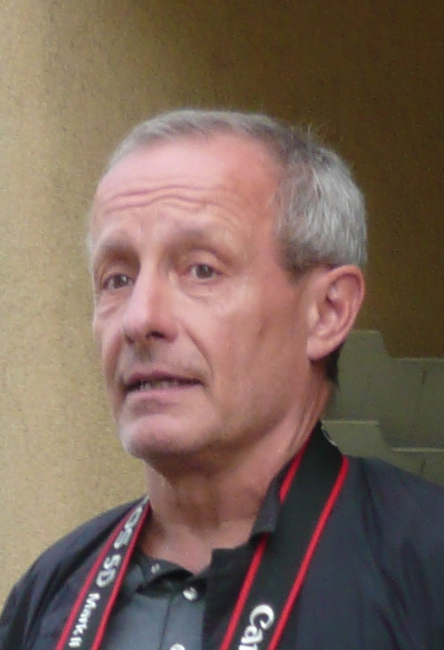
Peter Pilz (PILZ)
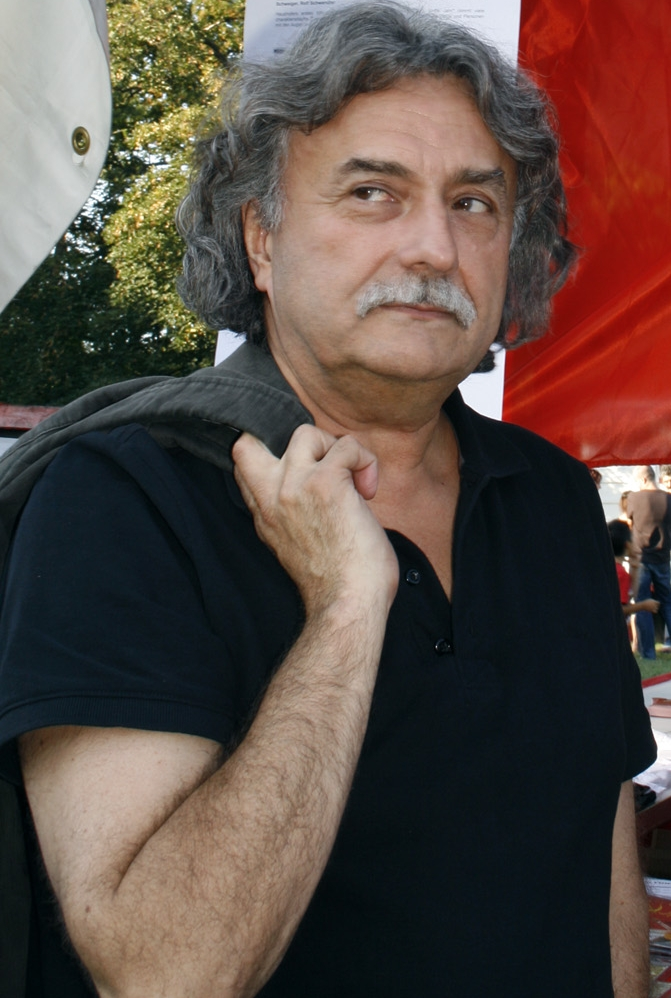
Mirko Messner (KPÖ)
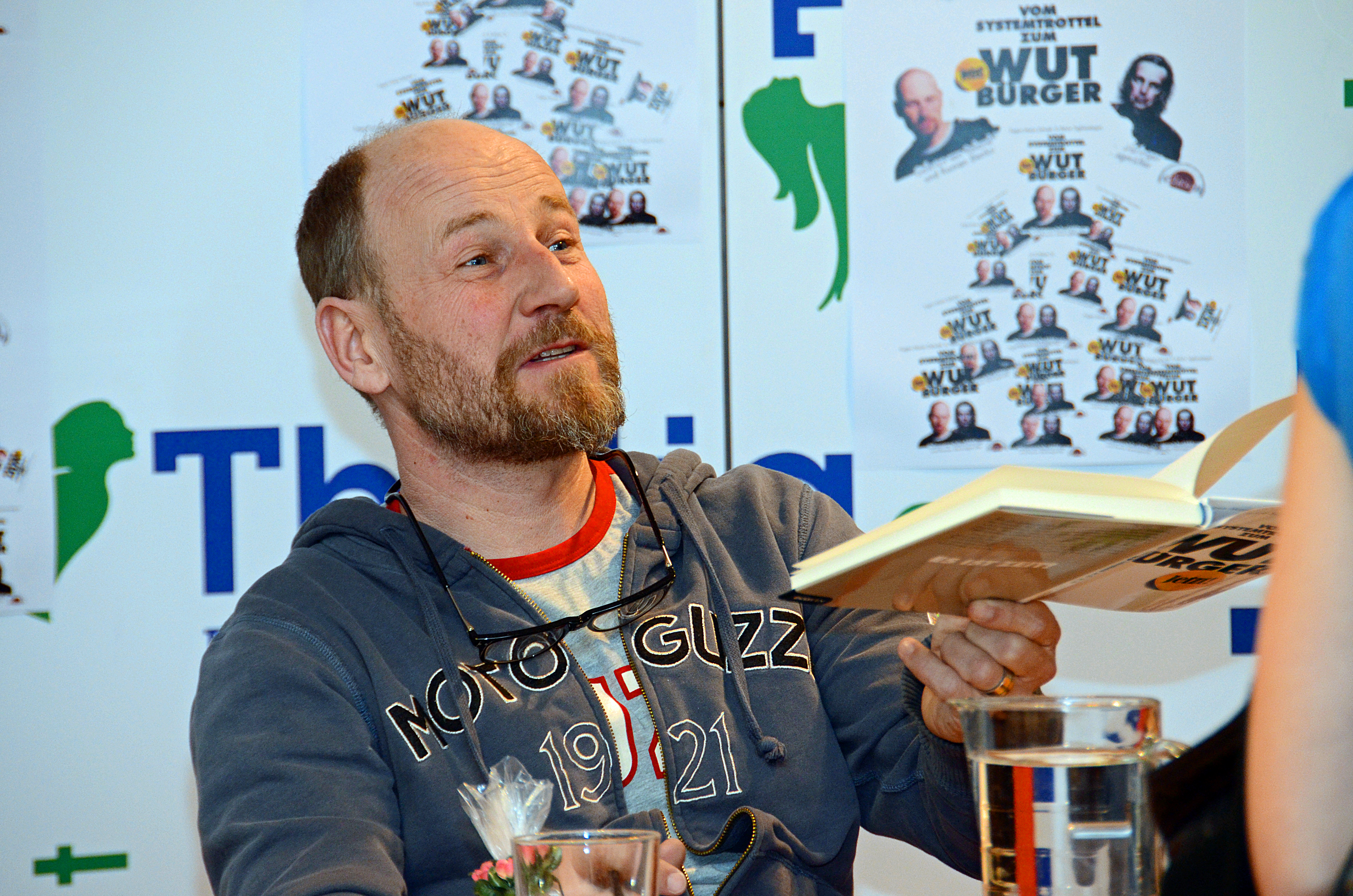
Roland Düringer A1 (GILT)

## TV-Konfrontationen

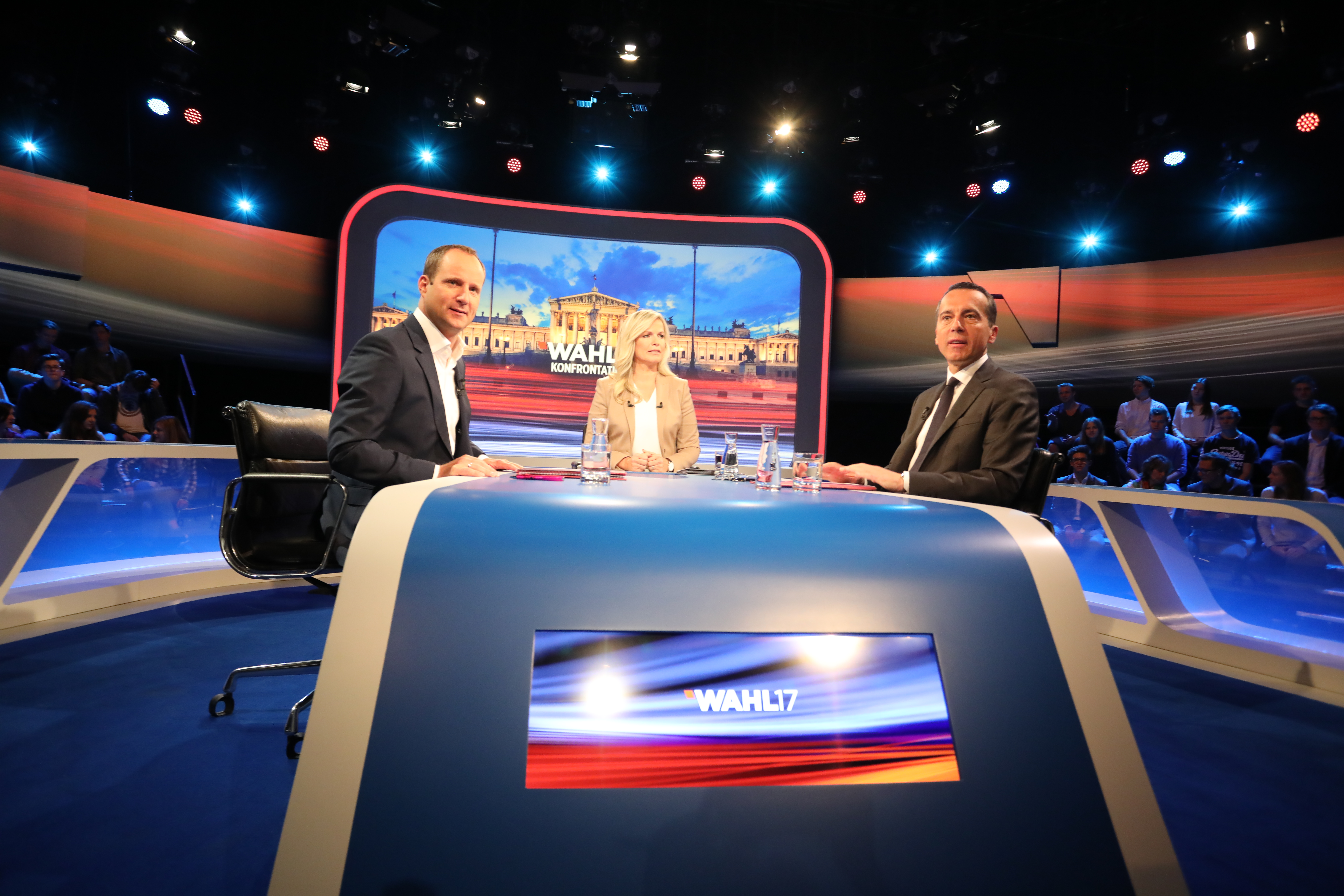
ORF-TV-Duell Matthias Strolz, Christian Kern

Im ORF wurden im Vorfeld der Nationalratswahl
- fünf Sommergespräche mit Tarek Leitner
- elf von Tarek Leitner bzw. Claudia Reiterer moderierte TV-Konfrontationen, davon zehn Diskussionen nach dem Prinzip jeder gegen jeden sowie eine Elefantenrunde der Spitzenkandidaten
- fünf Ausgaben der Pressestunde
- eine Diskussionsrunde der nicht im Nationalrat vertretenen wahlwerbenden Gruppen
- vier Spezialausgaben von Im Zentrum mit Hans Bürger bzw. Patricia Pawlicki
- fünf Ausgaben der Sendung Nationalraten – Die politische Quiz-Talk-Show mit Lisa Gadenstätter und Hanno Settele

gezeigt.

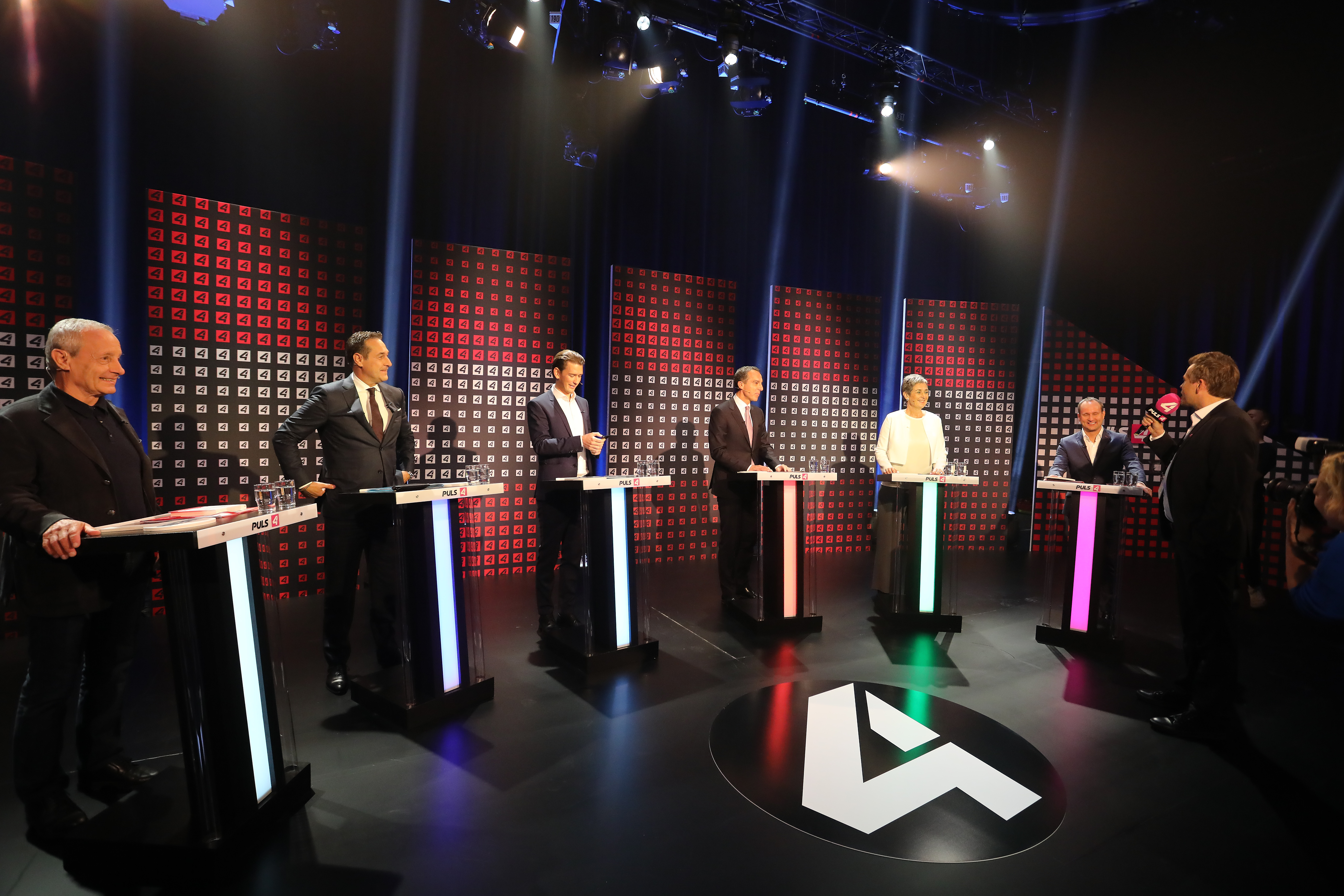
Elefantenrunde auf Puls 4

Im Privatfernsehen gab es ebenfalls zehn TV-Konfrontatonen plus eine Elefantenrunde auf Puls 4; eine weitere Elefantenrunde auf ATV, sowie fünf Einzelgespräche mit den Spitzenkandidaten auf ATV. Hinzu kommen fünf Ausgaben von Talk im Hangar-7 auf Servus TV, zu denen je ein Spitzenkandidat geladen ist, der mit Vertretern der Zivilgesellschaft diskutiert. Die „Bundesländerzeitungen“ (Oberösterreichische Nachrichten, Salzburger Nachrichten, Kleine Zeitung, Tiroler Tageszeitung, Vorarlberger Nachrichten) und Die Presse organisierten gemeinsam ein „Dreierduell“ zwischen Kern, Kurz und Strache, das im Radiosender Ö1 zu hören war und zeitversetzt auch auf ORF III ausgestrahlt wurde.
Der Boulevardnachrichtensender Oe24.at lud alle Spitzenkandidaten zu Einzelgesprächen ein; SPÖ-Chef Kern sagte am Tag des Gesprächs ab, da die Schwesterzeitung Österreich eine ihr zugespielte interne Analyse von Kerns Schwächen im Volltext veröffentlicht hatte. Das Blatt habe mit seinen Formulierungen „persönliche Grenzen überschritten“, erklärte Kern. Ein geplantes Radioduell zwischen Kern und Kurz sagte wiederum letzterer wegen eines informellen EU-Außenministertreffens in Tallinn ab, weil kein Ersatztermin gefunden werden konnte.
Die Formulierung „Ein Satz noch …“ war in den TV-Konfrontationen und sonstigen Interviewsendungen immer wieder zu hören. Er stehe nach Ansicht der Forschungsstelle für Österreichisches Deutsch, die ihn zum Unspruch des Jahres kürte, „stellvertretend für die zahlreichen Unarten der Gesprächsführung politischer Akteure, indem auf die Äußerung nicht bloß ein Satz, sondern oft noch ein ganzer Vortrag folgte, wie auch, dass sich die GesprächspartnerInnen einander ständig unterbrachen usw.“

## Wahlkampf

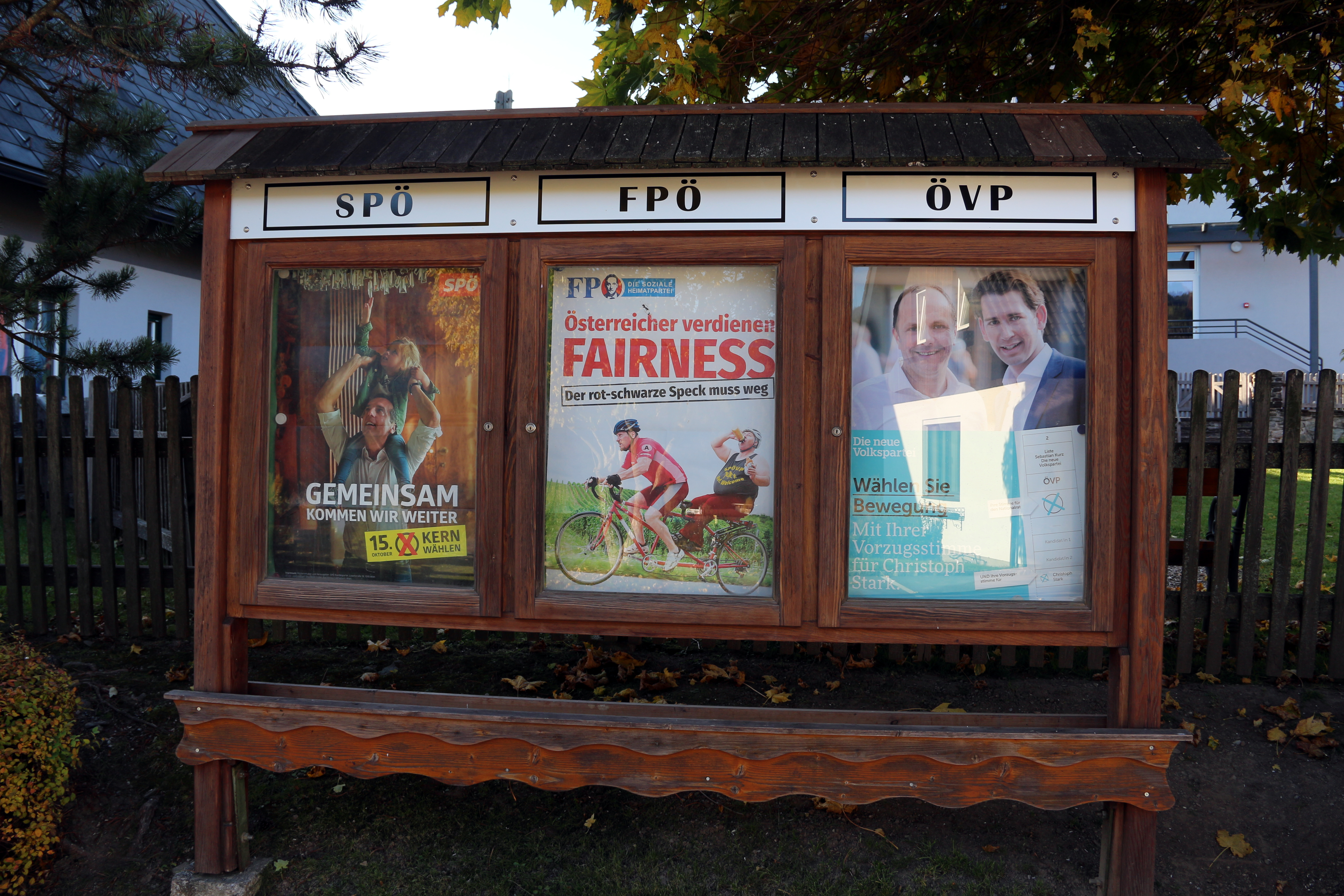
Plakate von SPÖ, FPÖ und ÖVP in Rettenegg

Bereits vor dem Neuwahlbeschluss im Mai 2017 stand während der 25. Legislaturperiode mehrfach ein vorzeitiges Ende der SPÖ-ÖVP-Koalition in den Medien zur Diskussion. Ein neues Arbeitsabkommen der SPÖ/ÖVP-Koalition wurde im Jänner 2017 verkündet, wobei Innenminister Wolfgang Sobotka (ÖVP) sich zunächst weigerte, das Übereinkommen zu unterzeichnen. Er begründete es damit, sich nur für seinen Kompetenzbereich zuständig zu fühlen, wofür er auch von Vertretern der ÖVP wie Andreas Khol kritisiert wurde. Nachdem die SPÖ begann, um Wähler in den mittleren Einkommensklassen zu werben, publizierte die ÖVP Ende April 2017 mit dem damaligen Generalsekretär Werner Amon eine als „Rot-Grün Manifest“ betitelte Broschüre, auf deren Titelblatt Bundeskanzler Kern (SPÖ) in einer an sowjetische Propagandaplakate der Soz Art erinnernden Grafik mit Hammer und Sichel dargestellt und in der vor einer „linken Wende in Österreich“ und einer „Rückkehr in die links-linke Gedankenwelt der kommunistischen Gründerväter Marx und Lenin“ gewarnt wurde. Anfänglich wurde erklärt, die Broschüre würde im Internet über die Sozialen Medien wie Facebook an den Mittelstand verteilt. Später betonte Amon, dass es sich um eine „Argumentationshilfe“ für ÖVP-Funktionäre handelte. In den Medien wurde diese Broschüre als weiteres Indiz für baldige Neuwahlen gewertet. Mit dem Rücktritt von Vizekanzler Reinhold Mitterlehner (ÖVP) am 10. Mai, nach Einschätzung unter anderem der Tageszeitung Die Presse, weil er „frustriert sei über die Zusammenarbeit in der Regierung, die Querschüsse in der Partei […], Inszenierungen auf der einen Seite‘“ durch Kern sowie „Provokationen auf der anderen, also Innenminister Wolfgang Sobotka“, und weil er „keine Lust“ mehr hatte, „die Übergangslösung für Sebastian Kurz zu spielen“, wurde es als sicher angesehen, dass die Koalition nun am Ende sei.
Am 14. Mai bestimmte der ÖVP-Parteivorstand Außen- und Integrationsminister Sebastian Kurz zum designierten Bundesparteiobmann. Die Nachfolge Mitterlehners auch in der Funktion des Vizekanzlers anzutreten lehnte er ab, dieses Amt übernahm Justizminister Wolfgang Brandstetter (ÖVP). Der Neuwahlantrag wurde am 15. Mai von den Oppositionsparteien im Nationalrat eingebracht und mit den Stimmen von SPÖ und ÖVP angenommen. Bundeskanzler Kern kündigte daraufhin ein „freies Spiel der Kräfte“ an, die ÖVP bleibe zwar erster Ansprechpartner, aber es sollten so auch parlamentarische Abstimmungen mit Mehrheiten abseits der SPÖ-ÖVP-Koalition möglich werden. Kurz erklärte, er wolle mit seiner Partei nicht die SPÖ überstimmen und weiterarbeiten, was Kern in Anbetracht der Aufkündigung der Koalition durch die ÖVP als „unglaubwürdiges Angebot“ bezeichnete. Am 28. Juni stimmten FPÖ, Grüne und Neos dem SPÖ-Vorschlag zur Erhöhung des Universitäten-Budgets zu. Die ÖVP stimmte dagegen, weil sie die Erhöhung nur zusammen mit strengeren Zugangsregelungen beschließen wollte. Gemeinsam und mit den Stimmen der Grünen beschlossen SPÖ und ÖVP eine Novelle des Ökostrom-Gesetzes. Ein gemeinsamer Antrag von SPÖ, Grünen und NEOS zur gleichgeschlechtlichen Ehe wurde hingegen durch ÖVP, FPÖ und Team Stronach verhindert. Tags darauf wurde der gemeinsame Antrag von SPÖ, ÖVP, FPÖ, Grünen und Team Stronach zur Abschaffung des Pflegeregresses von Ulrike Königsberger-Ludwig (SPÖ) eingebracht und mit breiter Mehrheit angenommen. Kurz hatte das wenige Tage zuvor noch abgelehnt. Rupert Doppler (parteilos, zuvor FPÖ) merkte dazu an, „so ein Vorwahlkampf könne auch etwas Gutes haben“.
Offiziell starteten SPÖ und Grüne am 7. September ihre Wahlkämpfe. Nachdem Kurz bereits Anfang Juni mit einer Reihe von „Österreich-Gesprächen“ begonnen hatte, bei denen er an verschiedenen Orten im ganzen Land mit Vertretern verschiedener Berufsgruppen zusammentreffen wollte, um die Ergebnisse in sein Wahlprogramm einfließen zu lassen, begann die ÖVP ihren Wahlkampf als letzte Parlamentspartei offiziell am 23. September. Die SPÖ gab Ende September 6,5 Millionen € als Wahlkampfbudget an. Die ÖVP betonte, die gesetzliche Wahlkampfkostenobergrenze (7 Millionen Euro) einhalten zu wollen. Die Neos beschlossen Ende Juni ein Budget von 2,5 Mio. €. Die Liste PILZ bezifferte ihr Budget Anfang September mit 200.000 € und unterstrich ihren minimalistischen Wahlkampf mit nur einem einzigen Wahlplakat.
Ende August veröffentlichte Heinz-Christian Strache in einem Interview mit oe24.TV ein mutmaßliches „Strategiepapier“ aus dem Jahr 2016, in dem beschrieben wird, wie Kurz die Führung der ÖVP übernehmen sollte und dann in einen Wahlkampf gehen könnte. Eine Reihe entsprechender Unterlagen, von strategischen Überlegungen zur Positionierung über ein „Projekt Ballhausplatz“ bis zu Grundlagen eines Wahlprogrammes, machte die Wochenzeitung Falter Mitte September publik. An der Erstellung sollen unter anderem drei enge Mitarbeiter von Kurz im Außenministeriums mitgewirkt haben. Von der ÖVP wurde die Echtheit der Unterlagen in Frage gestellt und von Kurz’ Sprecher darauf verwiesen, dass immer wieder Vorschläge von außen herangetragen wurden, „auch zur Vorbereitung auf eine Obmannschaft in einer Partei, in der in der Vergangenheit alle paar Monate eine Obmanndebatte stattgefunden hat“. Später wurde erklärt, dass Teile der Papiere vom „Team Kurz“ stammten, andere, wie das als „Projekt Ballhausplatz“ betitelte, hingegen nicht.
Als „Kanzlermacher“ und als Stratege hinter dem Wahlkampf von Sebastian Kurz und seiner Neuen Volkspartei gilt Philipp Maderthaner. Der Wiener Unternehmer nutzte Elemente aus vorhergehenden US-Wahlkämpfen und aus seiner „Movement Campaigning Methode“, um eine breite Bewegung rundum die Partei und den Spitzenkandidaten aufzubauen. Unter anderem konnten sie mehr als 2.000.000 Euro an Spenden für den Wahlkampf lukrieren.

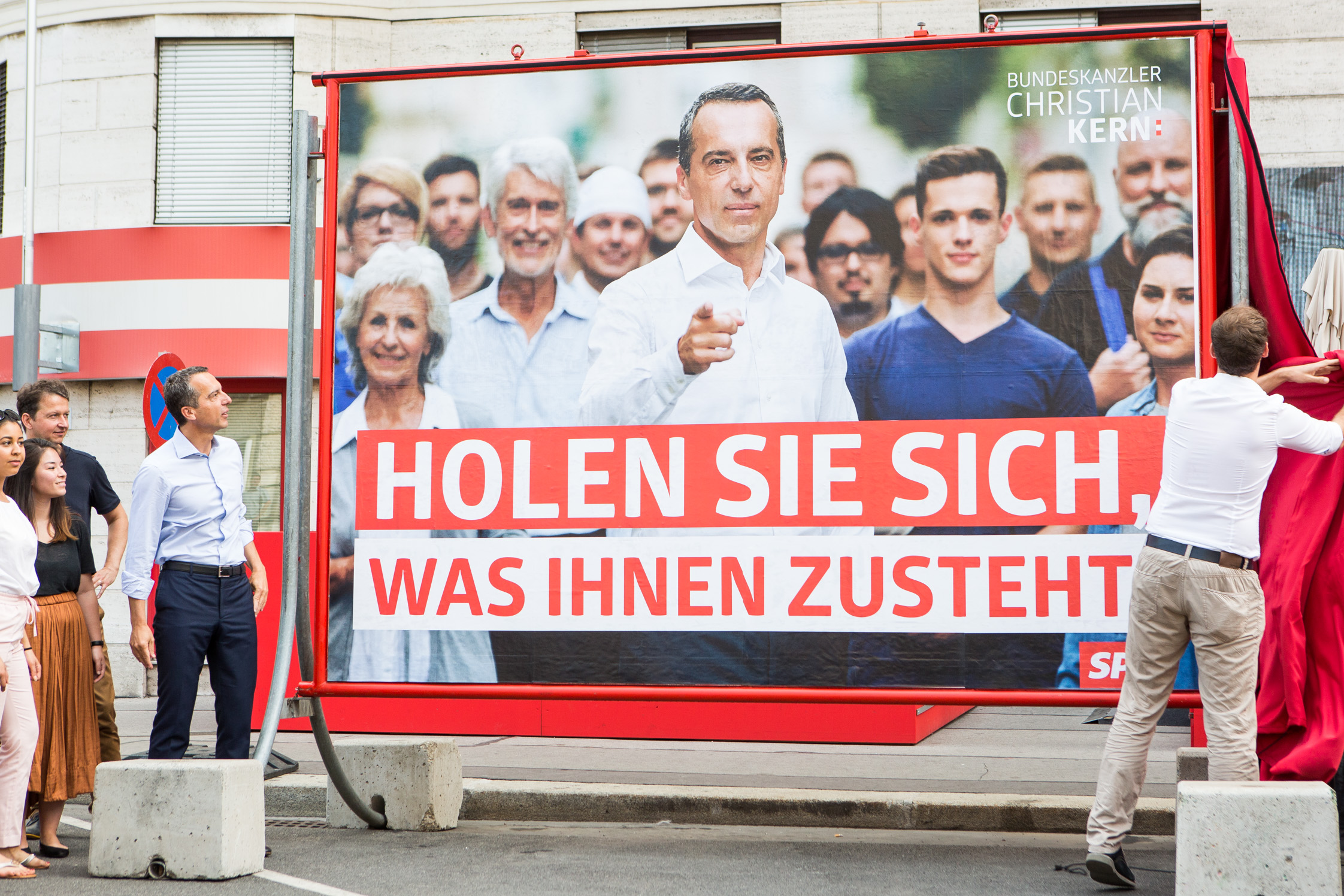
Präsentation Plakatsujets (2017)

Der offizielle Wahlkampfslogan der SPÖ „Hol dir, was dir zusteht“ stieß aufgrund seiner klassenkämpferischen Aggressivität vor allem in konservativen Medien auf Kritik. Von Beginn an lag die SPÖ in den Umfragen deutlich hinter der ÖVP und ungefähr gleichauf mit der FPÖ. Auch war der SPÖ-Wahlkampf durch zahlreiche Störungen und Pannen gekennzeichnet. So kam es auf Grund von Unstimmigkeiten in Kerns Wahlkampfteam sogar zu Handgreiflichkeiten. Kurze Zeit später trat der bisherige Kampagnenleiter Stefan Sengl zurück.
Am 14. August wurde der von Christian Kern bereits im Herbst 2016 angeheuerte Kampagnenspezialist Tal Silberstein in Israel verhaftet. Die SPÖ beendete daraufhin sofort die Zusammenarbeit. Christian Kern erklärte, Silberstein habe nur eine Nebenrolle im Wahlkampf gespielt und vor allem Statistiken ausgewertet. Die ÖVP hatte bereits im März 2017 wegen der Anheuerung Silbersteins Anfragen an die SPÖ gerichtet, da Silberstein als Spezialist für sogenanntes Dirty Campaigning galt. Nach der Trennung von Silberstein wurde von Kern betont, dass der Berater nicht in die Entwicklung des Slogans involviert war. Veröffentlichungen Anfang Oktober belegen allerdings, dass Silberstein daran beteiligt war. Am 25. September erklärte Kern einen Anzeigen- und Interviewboykott von Seiten der SPÖ gegenüber der Boulevardzeitung Österreich, da diese Papiere veröffentlicht hatte, die ihn, begleitet von Bildmontagen, abschätzig charakterisierten. Laut Österreich soll der entlassene SPÖ-Berater Tal Silberstein dieses „Psychogramm“ von einem ehemaligen SP-Mitarbeiter erhalten haben. Wie es zu der Zeitung kam, ist, wie auch bei den später im Wahlkampf von dem Magazin profil und der Tageszeitung Die Presse aufgegriffenen SPÖ-internen Unterlagen, nicht bekannt. Kern warf der Zeitung eine Kampagne gegen seine Person vor.
Silberstein-Affäre
Nach ersten Berichten Mitte Juli wurde der Wahlkampf ab Ende September vollends von der Kontroverse um anonym geführte Facebook-Gruppen überschattet, die als Teil einer „Schmutzkübelkampagne“ aufgefasst wurden. Dabei wurde bekannt, dass zwei Facebook-Seiten namens Die Wahrheit über Sebastian Kurz und Wir für Sebastian Kurz vom SPÖ-Berater Tal Silberstein und einem von ihm angeheuerten Team betrieben wurden. Die Wahrheit über Sebastian Kurz enthielt zahlreiche mitunter auch rassistische und antisemitische Schmähungen gegen den ÖVP-Kandidaten. So sollte der Eindruck entstehen, dass sie von Personen aus FPÖ-nahen Kreisen betrieben würde, um so auch diese Partei zu diskreditieren. Wir für Sebastian Kurz gab sich wiederum als Fan-Seite des ÖVP-Kandidaten aus und zielte darauf ab, durch Übertreibung der politischen Ziele des VP-Kandidaten gemäßigte Sympathisanten abzuschrecken. Für das Kontrollversagen übernahm SPÖ-Wahlkampfleiter Georg Niedermühlbichler die Verantwortung und trat zurück, verwies jedoch darauf nichts von Silbersteins Aktivitäten gewusst zu haben. Auch Christian Kern beteuerte, dass Silberstein die Facebook-Seiten ohne sein Wissen betrieben habe und erklärte, dass man sein Vertrauen missbraucht habe. Beide Facebook-Seiten verschwanden jedoch am selben Tag aus dem Netz.
Am 2. Oktober berichtete das Nachrichtenmagazin Profil, dass die SPÖ bei der Werbeagentur GGK MullenLowe in Wien Negativ-Videospots über Sebastian Kurz in Auftrag gegeben habe. Die SPÖ erklärte daraufhin, die Videos seien nur für den „internen Gebrauch“ gedacht gewesen. Eines der Videos tauchte jedoch auf der Facebook-Seite Die Wahrheit über Sebastian Kurz auf. Am 3. Oktober veröffentlichten Die Presse und Profil zeitgleich zugespielte Informationen, wonach nach Silbersteins Verhaftung der SPÖ-Kampagnenleiter Paul Pöchhacker die Facebook-Seiten und das Team weitergeführt hatte. Auch dieses Mal erklärte Christian Kern, nichts von den Facebook-Aktivitäten gewusst zu haben. Pöchhacker wurde umgehend suspendiert.
Zur Aufklärung der Affäre Silberstein setzte Christian Kern eine interne Task Force unter der Leitung von Christoph Matznetter ein, der auch neuer SPÖ-Geschäftsführer wurde. Außerdem ließ er den (nicht unterschriebenen) Vertrag mit Silberstein veröffentlichen. Aus diesem ging jedoch hervor, dass Tal Silberstein um 536.000 € engagiert worden war, wovon die SPÖ ankündigte 131.000 € zurückzuverlangen. Seither wird einerseits diskutiert, wie weit die Verantwortung in die SPÖ hineinreicht, andererseits wirft die SPÖ der ÖVP vor, ihre Kampagne unterwandert zu haben. Letzteres weist die ÖVP zurück.

## Umfragen

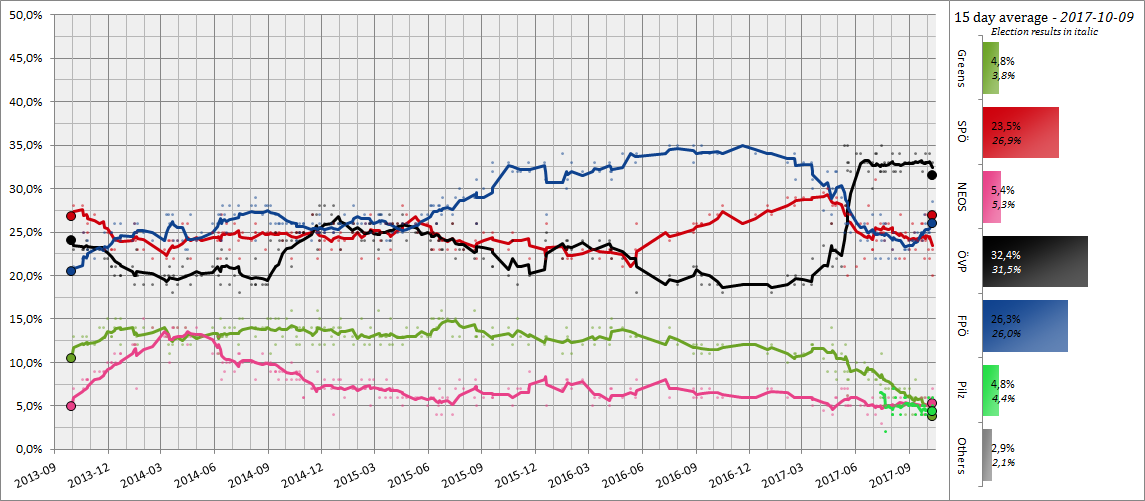
Entwicklung der Umfragewerte 2013–2017

Im Lauf der Legislaturperiode gewann die FPÖ in Meinungsforschungsumfragen für die Nationalratswahl an Zustimmung. Ende 2014 lag sie mit den Regierungsparteien etwa gleichauf, ab Mitte 2015 sahen Umfragen sie kontinuierlich als stärkste Kraft. Nach dem Amtsantritt von Christian Kern als Bundeskanzler im Mai 2016 begann die SPÖ allerdings, den Abstand zur FPÖ wieder zu verringern. Im Frühjahr 2017 lagen beide Parteien etwa gleichauf, während die ÖVP hinter ihnen zurückfiel. Nach der Übernahme der ÖVP-Spitze durch Sebastian Kurz gewann die ÖVP wieder an Zustimmung; zuletzt lag sie in den Umfragen auf dem ersten Platz bei über 30 Prozent. Dahinter lagen SPÖ und FPÖ, die laut letzten Umfragen um den zweiten Platz konkurrierten.
Die Grünen, denen zunächst noch leichte Zugewinne prognostiziert wurden, verloren in den Umfragen nach dem Rücktritt Eva Glawischnigs im Mai und verstärkt durch den Austritt Peter Pilz’ im Juni 2017 kontinuierlich an Zustimmung und lagen vor der Wahl im Bereich von sieben bis vier Prozent. NEOS erlebte zu Beginn der Legislaturperiode ein Umfragehoch im niedrigen zweistelligen Bereich, zuletzt sahen Umfragen sie in etwa auf Höhe ihres Ergebnisses von 2013. Das Team Stronach verlor im Lauf der Legislaturperiode fast völlig an Zustimmung. Parteivorsitzender Frank Stronach hatte bereits 2016 angekündigt, dass er nicht mehr für eine Kandidatur zur Verfügung stehe. Ende Juni 2017 gab der Parlamentsklub des Team Stronach bekannt, bei der Nationalratswahl nicht mehr zu kandidieren. Der Ende Juli 2017 gegründeten Liste Peter Pilz wurde ein knapper Einzug in den Nationalrat prognostiziert.

### Tabelle der Umfragen seit Jänner 2017
Das Institut Research Affairs wird im Rahmen der ÖVP-Korruptionsaffäre verdächtigt, Umfragen gegen Bezahlung manipuliert zu haben. Umfragewerte, die hier abgebildet werden, sind bis auf Weiteres mit Kenntnis dieser Verdächtigung zu beurteilen.
Die folgende Tabelle zeigt die Ergebnisse der regelmäßig durchgeführten Sonntagsfragen im Einzelnen, umgekehrt chronologisch gelistet nach dem letzten Umfragetag. Die Schwankungsbreite wird mit 3 bis 5 % angegeben.
| Institut | Datum        | SPÖ       | ÖVP    | FPÖ       | GRÜNE   | NEOS    | PILZ  | Sonst. 1 |
| --- | ------------ | --------- | ------ | --------- | ------- | ------- | ----- | -------- |
| Research Affairs | 09.10.2017   | 23 %      | 33 %   | 27 %      | 5 %     | 6 %     | 5 %   | 1 %      |
| OGM | 05.10.2017   | 27 %      | 33 %   | 25 %      | 4 %     | 5 %     | 4 %   | 2 %      |
| Research Affairs | 04.10.2017   | 22 %      | 34 %   | 27 %      | 5 %     | 6 %     | 4 %   | 2 %      |
| Market | 03.10.2017   | 23 %      | 33 %   | 25 %      | 5 %     | 5 %     | 6 %   | 3 %      |
| 30. September 2017: Rücktritt von SPÖ-Bundesgeschäftsführer Georg Niedermühlbichler |              |           |        |           |         |         |       |          |
| Unique Research | 28.09.2017   | 27 %      | 34 %   | 25 %      | 4 %     | 4 %     | 4 %   | 2 %      |
| Christina Matzka für NEWS | 28.09.2017   | 26 %      | 32 %   | 25 %      | 4 %     | 5 %     | 5 %   | 3 %      |
| Research Affairs | 27.09.2017   | 24 %      | 33 %   | 26 %      | 5 %     | 6 %     | 4 %   | 2 %      |
| Spectra | 26.09.2017   | 22 %      | 33 %   | 27 %      | 6 %     | 4 %     | 5 %   | 3 %      |
| Unique Research | 22.09.2017   | 24 %      | 33 %   | 24 %      | 5 %     | 5 %     | 5 %   | 4 % 3    |
| OGM | 21.09.2017   | 26 %      | 33 %   | 25 %      | 5 %     | 5 %     | 4 %   | 2 %      |
| Research Affairs | 21.09.2017   | 24 %      | 33 %   | 25 %      | 6 %     | 6 %     | 4 %   | 2 %      |
| Research Affairs | 14.09.2017   | 24 %      | 33 %   | 25 %      | 5 %     | 5 %     | 5 %   | 3 % 2    |
| IMAS | 11.09.2017   | 23 %      | 34 %   | 24 %      | 8 %     | 4 %     | 4 %   | 3 %      |
| OGM | 09.09.2017   | 25 %      | 33 %   | 25 %      | 5 %     | 5 %     | 5 %   | 2 %      |
| Market | 06.09.2017   | 26 %      | 33 %   | 24 %      | 4 %     | 5 %     | 5 %   | 3 %      |
| Research Affairs | 06.09.2017   | 24 %      | 33 %   | 24 %      | 6 %     | 5 %     | 5 %   | 3 % 2    |
| Research Affairs | 31.08.2017   | 23 %      | 33 %   | 24 %      | 7 %     | 5 %     | 5 %   | 3 % 2    |
| Unique Research | 30.08.2017   | 24 %      | 33 %   | 23 %      | 6 %     | 5 %     | 5 %   | 4 %      |
| 28. August 2017: Ende der Frist für die Einreichung der Bundeswahlvorschläge. |              |           |        |           |         |         |       |          |
| Unique Research | 25.08.2017   | 25 %      | 33 %   | 23 %      | 4 %     | 6 %     | 6 %   | 3 % 3    |
| Research Affairs | 23.08.2017   | 22 %      | 33 %   | 23 %      | 7 %     | 5 %     | 6 %   | 4 % 3    |
| 18. August 2017: Ende der Frist für die Einreichung von Landeswahlvorschlägen bei den Landeswahlbehörden. Zehn Parteien treten bundesweit an, weitere sechs nur in einzelnen Bundesländern.                                        |              |           |        |           |         |         |       |          |
| Hajek | 16.08.2017   | 27 %      | 32 %   | 24 %      | 5 %     | 6 %     | 4 %   | 2 %      |
| Research Affairs | 15.08.2017   | 22 %      | 34 %   | 24 %      | 7 %     | 5 %     | 5 %   | 3 % 3    |
| GfK | 08.08.2017   | 25 %      | 32 %   | 22 %      | 6 %     | 5 %     | 6 %   | 4 %      |
| Akonsult | 04.08.2017   | 25 %      | 32 %   | 25 %      | 6 %     | 5 %     | 7 %   | n. a.    |
| Market | 03.08.2017   | 25 %      | 33 %   | 24 %      | 7 %     | 5 %     | 4 %   | 2 %      |
| Research Affairs | 02.08.2017   | 23 %      | 34 %   | 23 %      | 7 %     | 5 %     | 4 %   | 4 % 3    |
| Unique Research | 27.07.2017   | 26 %      | 33 %   | 22 %      | 7 %     | 6 %     | 5 %   | 1 %      |
| Peter Pilz bestätigt am 25. Juli 2017 die seit Ende Juni überlegte Kandidatur mit einer eigenen Liste. |              |           |        |           |         |         |       |          |
| OGM | 21.07.2017   | 26 %      | 32 %   | 26 %      | 7 %     | 5 %     | 2 %   | 2 %      |
| Research Affairs | 20.07.2017 6 | 24 %      | 33 %   | 24 % 23 % | 8 % 6 % | 6 % 5 % | – 4 % | 5 % 4    |
| Research Affairs | 18.07.2017   | 25 %      | 32 %   | 26 %      | 5 % 5   | 6 % 5   | 6 %   | 0 %      |
| GfK | 16.07.2017   | 25 %      | 32 %   | 22 %      | 7,5 %   | 5 %     | 6,5 % | 2 %      |
| IMAS | 14.07.2017   | 25 %      | 35 %   | 24 %      | 11 %    | 3 %     | –     | 2 %      |
| Christina Matzka | 12.07.2017   | 26 %      | 32 %   | 27 %      | 6 %     | 5 %     | –     | 4 %      |
| Irmgard Griss tritt gemeinsam mit den NEOS an, Bekanntgabe am 7. Juli 2017 |              |           |        |           |         |         |       |          |
| Research Affairs | 06.07.2017 6 | 24 % 23 % | 34 %   | 25 %      | 8 % 6 % | 5 % 4 % | – 5 % | 4 % 3 %  |
| IFES (für SPÖ) | 04.07.2017   | 31 %      | 34 %   | 22 %      | 8 %     | 4 %     | –     | 2 %      |
| Research Affairs | 29.06.2017   | 23 %      | 33 %   | 25 %      | 9 %     | 6 %     | –     | 4 %      |
| Spectra | 29.06.2017   | 23 %      | 30 %   | 27 %      | 9 %     | 5 %     | –     | 6 %      |
| Unique-Research | 23.06.2017   | 28 %      | 32 %   | 25 %      | 8 %     | 5 %     | –     | 2 %      |
| Market | 21.06.2017   | 26 %      | 33 %   | 24 %      | 9 %     | 4 %     | –     | 4 %      |
| Research Affairs | 16.06.2017   | 22 %      | 33 %   | 26 %      | 10 %    | 5 %     | –     | 4 %      |
| Hajek | 09.06.2017   | 26 %      | 34 %   | 24 %      | 9 %     | 5 %     | –     | 2 %      |
| Research Affairs | 02.06.2017   | 21 %      | 34 %   | 26 %      | 10 %    | 6 %     | –     | 3 %      |
| meinungsraum.at (für NEOS) | 31.05.2017   | 28 %      | 31 %   | 24 %      | 9 %     | 6 %     | –     | 2 %      |
| Market | 23.05.2017   | 27 %      | 32 %   | 25 %      | 9 %     | 5 %     | –     | 2 %      |
| Unique-Research | 19.05.2017   | 27 %      | 33 %   | 26 %      | 8 %     | 5 %     | –     | 1 %      |
| OGM | 18.05.2017   | 28 %      | 31 %   | 26 %      | 9 %     | 4 %     | –     | 2 %      |
| Rücktritt der Grünen-Bundessprecherin Eva Glawischnig am 18. Mai 2017, darauf folgend Ernennung von Ingrid Felipe zur Bundessprecherin und Ulrike Lunacek zur Spitzenkandidatin für die Nationalratswahl.                          |              |           |        |           |         |         |       |          |
| Unique-Research | 18.05.2017   | 26 %      | 33 %   | 26 %      | 8 %     | 5 %     | –     | 2 %      |
| Research Affairs | 18.05.2017   | 20 %      | 35 %   | 26 %      | 9 %     | 7 %     | –     | 3 %      |
| IFES (für SPÖ) | 14.05.2017   | 28 %      | 28 %   | 26 %      | 12 %    | 5 %     | –     | 1 %      |
| Research Affairs | 12.05.2017   | 21 %      | 35 %   | 25 %      | 9 %     | 7 %     | –     | 3 %      |
| Rücktritt von ÖVP-Chef Reinhold Mitterlehner am 10. Mai 2017, Übernahme durch Sebastian Kurz am 12. Mai 2017 |              |           |        |           |         |         |       |          |
| Market | 08.05.2017   | 28 %      | 21 %   | 29 %      | 11 %    | 7 %     | –     | 4 %      |
| Research Affairs | 29.04.2017   | 29 %      | 22 %   | 32 %      | 8 %     | 6 %     | –     | 3 %      |
| Unique-Research | 27.04.2017   | 28 %      | 23 %   | 32 %      | 9 %     | 6 %     | –     | 2 %      |
| Spectra | 22.04.2017   | 28 %      | 21 %   | 30 %      | 12 %    | 4 %     | –     | 5 %      |
| IMAS | 20.04.2017   | 26 %      | 26 %   | 27 %      | 14 %    | 5 %     | –     | 2 %      |
| Research Affairs | 14.04.2017   | 30 %      | 21 %   | 32 %      | 9 %     | 5 %     | –     | 3 %      |
| AG Wahlen (für ÖVP) | 07.04.2017   | 29,5 %    | 23,5 % | 27,5 %    | 10,5 %  | 4,5 %   | –     | 4,5 %    |
| Research Affairs | 01.04.2017   | 28 %      | 20 %   | 33 %      | 11 %    | 5 %     | –     | 3 %      |
| Market | 19.03.2017   | 29 %      | 20 %   | 30 %      | 12 %    | 6 %     | –     | 3 %      |
| Unique-Research | 18.03.2017   | 29 %      | 22 %   | 31 %      | 12 %    | 5 %     | –     | 1 %      |
| Research Affairs | 17.03.2017   | 29 %      | 19 %   | 33 %      | 12 %    | 6 %     | –     | 1 %      |
| Research Affairs | 04.03.2017   | 29 %      | 19 %   | 33 %      | 11 %    | 6 %     | –     | 2 %      |
| Unique-Research | 18.02.2017   | 29 %      | 20 %   | 31 %      | 11 %    | 6 %     | –     | 3 %      |
| Research Affairs | 17.02.2017   | 28 %      | 19 %   | 34 %      | 11 %    | 6 %     | –     | 2 %      |
| Research Affairs | 03.02.2017   | 29 %      | 20 %   | 33 %      | 10 %    | 6 %     | –     | 2 %      |
| Unique Research | 27.01.2017   | 29 %      | 19 %   | 32 %      | 12 %    | 6 %     | –     | 2 %      |
| IMAS | 25.01.2017   | 26 %      | 25 %   | 29 %      | 13 %    | 5 %     | –     | 2 %      |
| OGM | 22.01.2017   | 27 %      | 20 %   | 33 %      | 12 %    | 6 %     | –     | 2 %      |
| Unique-Research | 22.01.2017   | 27 %      | 20 %   | 33 %      | 11 %    | 8 %     | –     | 1 %      |
| Research Affairs | 22.01.2017   | 28 %      | 19 %   | 34 %      | 11 %    | 6 %     | –     | 2 %      |
| Research Affairs | 08.01.2017   | 27 %      | 18 %   | 34 %      | 12 %    | 7 %     | –     | 2 %      |
| 1 mit den Werten des Team Stronach (bis Juni 2017) 2 davon: GILT 1 % 3 davon: GILT 2 % 4 davon: GILT 2 %, Lugar 1 % 5 ohne Griss: Grüne: 6 % und NEOS: 5 % 6 Unterer Wert: Umfrage mit hypothetischem Antritt der Liste Peter Pilz |              |           |        |           |         |         |       |          |

## Ergebnisse
Am 19. Oktober 2017 gegen 23:00 Uhr (nach Auszählung der wahlkreisfremden Wahlkarten) verkündete Innenminister Wolfgang Sobotka das vorläufige amtliche Endergebnis. Zuvor waren am Wahltag die Urnenstimmen, und am 16. Oktober die Briefwahlstimmen gezählt worden. Am 31. Oktober wurde das amtliche Endergebnis von der Bundeswahlbehörde verlautbart.
| Partei          | Ergebnisse 2017 | Ergebnisse 2017 | Ergebnisse 2017 | Ergebnisse 2013 | Ergebnisse 2013 | Ergebnisse 2013 | Differenzen | Differenzen | Differenzen |
| --------------- | --------------- | --------------- | --------------- | --------------- | --------------- | --------------- | ----------- | ----------- | ----------- |
| Wahlberechtigte | 6.400.993       | 6.400.993       | 6.400.993       | 6.384.308       | 6.384.308       | 6.384.308       | +16.685     | +16.685     | +16.685     |
|                 | Stimmen         | %               | Mand.           | Stimmen         | %               | Mand.           | Stimmen     | %-Pkte      | Mand.       |
| Gesamt          | 5.120.881       | 80,00 %         | 183             | 4.782.410       | 74,91 %         | 183             | +338.471    | +5,09       |             |
| Ungültig        | 50.952          | 0,99 %          |                 | 89.503          | 1,87 %          |                 | -38.551     | -0,88       |             |
| Gültig          | 5.069.929       | 99,01 %         |                 | 4.692.907       | 98,13 %         |                 | +377.022    | +0,88       |             |
|                 | Stimmen         | %               | Mand.           | Stimmen         | %               | Mand.           | Stimmen     | %-Pkte      | Mand.       |
| ÖVP             | 1.595.526       | 31,47 %         | 62              | 1.125.876       | 23,99 %         | 47              | +469.650    | +7,48       | +15         |
| SPÖ             | 1.361.746       | 26,86 %         | 52              | 1.258.605       | 26,82 %         | 52              | +103.141    | +0,04       | ±0          |
| FPÖ             | 1.316.442       | 25,97 %         | 51              | 962.313         | 20,51 %         | 40              | +354.129    | +5,46       | +11         |
| NEOS            | 268.518         | 5,30 %          | 10              | 232.946         | 4,96 %          | 9               | +35.572     | +0,34       | +1          |
| PILZ            | 223.544         | 4,41 %          | 8               | n.k.            | n.k.            | n.k.            | +223.544    | +4,41       | +8          |
| GRÜNE           | 192.638         | 3,80 %          | 0               | 582.657         | 12,42 %         | 24              | –390.019    | –8,62       | –24         |
| GILT            | 48.233          | 0,95 %          | 0               | n.k.            | n.k.            | n.k.            | +48.233     | +0,95       | ±0          |
| KPÖ             | 39.689          | 0,78 %          | 0               | 48.175          | 1,03 %          | 0               | –8.486      | –0,25       | ±0          |
| WEIßE           | 9.167           | 0,18 %          | 0               | n.k.            | n.k.            | n.k.            | +9.167      | +0,18       | ±0          |
| FLÖ             | 8.889           | 0,17 %          | 0               | n.k.            | n.k.            | n.k.            | +8.889      | +0,17       | ±0          |
| NBZ             | 2.724           | 0,05 %          | 0               | n.k.            | n.k.            | n.k.            | +2.724      | +0,05       | ±0          |
| ODP             | 761             | 0,02 %          | 0               | n.k.            | n.k.            | n.k.            | +761        | +0,02       | ±0          |
| SLP             | 713             | 0,01 %          | 0               | 947             | 0,02 %          | 0               | –234        | –0,01       | ±0          |
| EUAUS           | 693             | 0,01 %          | 0               | 510             | 0,01 %          | 0               | +183        | ±0,00       | ±0          |
| CPÖ             | 425             | 0,01 %          | 0               | 6.647           | 0,14 %          | 0               | –6.222      | –0,13       | ±0          |
| M               | 221             | 0,00 %          | 0               | 490             | 0,01 %          | 0               | –269        | –0,01       | ±0          |
| FRANK           | n.k             | n.k             | n.k             | 268.679         | 5,73 %          | 11              | –268.679    | –5,73       | –11         |
| BZÖ             | n.k             | n.k             | n.k             | 165.746         | 3,53 %          | 0               | –165.746    | –3,53       | ±0          |
| PIRAT           | n.k             | n.k             | n.k             | 36.265          | 0,77 %          | 0               | –36.265     | –0,77       | ±0          |
| WANDL           | n.k             | n.k             | n.k             | 3.501           | 0,07 %          | 0               | –3.501      | –0,07       | ±0          |

### Ergebnisse nach Bundesländern
| Bundesland       | ÖVP       | ÖVP     | SPÖ       | SPÖ     | FPÖ       | FPÖ     | NEOS    | NEOS   | PILZ    | PILZ   | GRÜNE   | GRÜNE  | Sonst.  | Sonst. | Gültige Stimmen | Beteiligung |
| Bundesland       | Zahl      | %       | Zahl      | %       | Zahl      | %       | Zahl    | %      | Zahl    | %      | Zahl    | %      | Zahl    | %      | Summe           | %           |
| ---------------- | --------- | ------- | --------- | ------- | --------- | ------- | ------- | ------ | ------- | ------ | ------- | ------ | ------- | ------ | --------------- | ----------- |
| Burgenland       | 63.858    | 32,81 % | 64.070    | 32,92 % | 49.127    | 25,24 % | 5.603   | 2,88 % | 5.529   | 2,84 % | 3.932   | 2,02 % | 2.511   | 1,29 % | 194.630         | 84,46 %     |
| Kärnten          | 91.458    | 26,84 % | 99.923    | 29,32 % | 108.215   | 31,75 % | 14.692  | 4,31 % | 12.298  | 3,61 % | 8.249   | 2,42 % | 5.953   | 1,75 % | 340.788         | 78,45 %     |
| Niederösterreich | 384.279   | 35,60 % | 267.348   | 24,77 % | 280.011   | 25,94 % | 51.815  | 4,80 % | 44.767  | 4,15 % | 29.619  | 2,74 % | 21.700  | 2,01 % | 1.079.539       | 84,76 %     |
| Oberösterreich   | 280.595   | 31,45 % | 246.201   | 27,60 % | 239.444   | 26,84 % | 42.556  | 4,77 % | 32.772  | 3,67 % | 32.792  | 3,68 % | 17.715  | 1,99 % | 892.075         | 81,80 %     |
| Salzburg         | 119.072   | 37,71 % | 70.191    | 22,23 % | 77.120    | 24,42 % | 17.985  | 5,70 % | 11.149  | 3,53 % | 12.714  | 4,03 % | 7.552   | 2,39 % | 315.783         | 80,65 %     |
| Steiermark       | 241.917   | 31,49 % | 192.738   | 25,09 % | 225.990   | 29,42 % | 38.341  | 4,99 % | 29.980  | 3,90 % | 21.430  | 2,79 % | 17.739  | 2,31 % | 768.135         | 79,83 %     |
| Tirol            | 158.092   | 38,42 % | 85.650    | 20,82 % | 102.610   | 24,94 % | 23.537  | 5,72 % | 15.746  | 3,83 % | 18.367  | 4,46 % | 7.420   | 1,80 % | 411.422         | 76,93 %     |
| Vorarlberg       | 67.982    | 34,71 % | 34.961    | 17,85 % | 47.837    | 24,42 % | 17.666  | 9,02 % | 5.805   | 2,96 % | 14.137  | 7,22 % | 7.497   | 3,83 % | 195.885         | 72,23 %     |
| Wien             | 188.273   | 21,60 % | 300.664   | 34,49 % | 186.088   | 21,35 % | 56.323  | 6,46 % | 65.498  | 7,51 % | 51.398  | 5,90 % | 23.428  | 2,69 % | 871.672         | 76,12 %     |
| Österreich       | 1.595.526 | 31,47 % | 1.361.746 | 26,86 % | 1.316.442 | 25,97 % | 268.518 | 5,30 % | 223.544 | 4,41 % | 192.638 | 3,80 % | 102.635 | 2,20 % | 5.069.929       | 80,00 %     |

### Kartografische Darstellungen

Stärkste Partei auf Gemeindeebene (ohne Wahlkarten)
Stärkste Partei auf Ebene der Bezirke (mit Wahlkarten)
Stärkste Partei auf Ebene der Regionalwahlkreise (mit Wahlkarten) Die Kästchen zeigen im ersten Ermittlungsverfahren gewonnene Mandate (Grundmandate) an
Stärkste Partei auf Ebene der Bundesländer (mit Wahlkarten)

### Wahlkampfkosten
Im Oktober 2018 wurde bekannt, dass ÖVP, FPÖ und SPÖ die Wahlkampfkostenobergrenze zwischen dem Stichtag der Wahl (25. Juli 2017) und dem Wahltag (15. Oktober 2017) von sieben Millionen Euro überschritten hatten. Die ÖVP meldete an den Rechnungshof Wahlkampfkosten von rund 13 Millionen Euro, die FPÖ 10,7 und die SPÖ rund 7,4 Millionen Euro. NEOS meldete rund 1,8 Millionen Euro an den Rechnungshof, die Liste Pilz etwa 300.000 Euro, womit die Kosten pro Wählerstimme der Liste 1,5 Euro betrugen. Über den Stichtag hinaus kommunizierten NEOS gesamte Wahlkampfkosten von rund 2,65 Millionen Euro.
Der Unabhängige Parteien-Transparenz-Senat verhängte 2020 für die Überschreitung der erlaubten Wahlkampfkosten um 5,96 Millionen eine Geldbuße in Höhe von 800.000 Euro über die ÖVP. Der FPÖ (Überschreitung 3,72 Millionen) wurde eine Geldbuße von 372.000 Euro auferlegt, der SPÖ (Überschreitung 0,38 Millionen) eine von 30.000 Euro.

## Koalitionsmöglichkeiten
| Parteien                         | Sitze |
| -------------------------------- | ----- |
| Absolute Mehrheit (ab 92 Sitzen) |       |
| ÖVP, SPÖ                         | 114   |
| ÖVP, FPÖ                         | 113   |
| SPÖ, FPÖ                         | 103   |
| Sitze gesamt                     | 183   |

Das Wahlergebnis ermöglichte eine Regierungsbildung nur durch Koalition von zumindest zwei der drei größten Parteien:
- ÖVP und SPÖ
- ÖVP und FPÖ
- SPÖ und FPÖ

Theoretisch hätte auch die Möglichkeit einer Minderheitsregierung (z. B. der ÖVP) mit Duldung bzw. Unterstützung von ein oder mehr Parteien bestanden. Diese Regierungsform hat allerdings in Österreich keine Tradition und wurde bislang nur einmal (Bundesregierung Kreisky I, 1970–71) für eine Übergangszeit von eineinhalb Jahren genutzt.

## Konsequenzen
Bereits am Wahlabend kündigte Bundespräsident Alexander Van der Bellen seine Absicht an, den Chef der stimmenstärksten Partei, Sebastian Kurz, mit der Regierungsbildung zu beauftragen – sobald das endgültige amtliche Wahlergebnis vorliegen werde, was am 20. Oktober geschah.
Am Tag nach der Wahl beschloss der Bundesvorstand der SPÖ, Gespräche mit ÖVP und FPÖ zu suchen.
Zwei Tage nach der Wahl beschloss die Bundesregierung ihre Demission, wurde vom Bundespräsidenten jedoch gleichzeitig, wie üblich, mit der Fortführung der Amtsgeschäfte, bis zur Bildung einer neuen Regierung, beauftragt.
Ebenfalls am Dienstag nach dem Wahlsonntag, nachdem sich nach Auszählung des Großteils der Wahlkarten (bis auf 36.893 in fremden Wahlkreisen abgegebenen) herausgestellt hatte, dass Die Grünen mit sehr hoher Wahrscheinlichkeit nicht dem künftigen Nationalrat angehören werden, erklärten die bisherige Bundesparteivorsitzende Ingrid Felipe und die Spitzenkandidatin Ulrike Lunacek ihren Rücktritt. Felipe blieb aber Tiroler Landesvorsitzende und führte auch die Tiroler Grünen in die Landtagswahlen 2018. Lunacek zog sich aus dem Europa-Parlament und aus der Politik zurück, war aber im Rahmen der Bundesregierung Kurz II im Jahr 2020 für einige Monate Staatssekretärin für Kunst und Kultur. Felipes Funktion wurde interimistisch von ihrem Stellvertreter Werner Kogler übernommen. Nachrücker Lunaceks im EU-Parlament ist der steirische Biobauer Thomas Waitz. Der Grüne Klub im österreichischen Parlament wurde binnen drei Wochen abgewickelt, was rund 90 Mitarbeiter und 21 Abgeordnete betraf. Den Grünen fehlten schlussendlich 10.160 Stimmen, um einen erneuten Einzug ins Parlament zu schaffen.
Am selben Tag, dem 17. Oktober 2017, gab auch der langjährige Nationalratsabgeordnete und frühere SPÖ-Klubchef Josef Cap seinen Rückzug aus der Politik bekannt, nachdem er mit seinem Vorzugsstimmenwahlkampf in Wien-Nordwest gescheitert war.
Der Wiener Vizebürgermeister Johann Gudenus, der auf der Wiener Landesliste der FPÖ kandidiert hatte, und Peter Pilz nahmen ihre Nationalratsmandate vorerst nicht an. Außerdem verzichteten Hans Peter Doskozil (Nachrückerin Klaudia Friedl), Veronika Matiasek, Beate Meinl-Reisinger (Nachrückerin Stephanie Krisper), Norbert Nemeth (Nachrückerin Jessi Lintl) und Hans Jörg Schelling (Nachrückerin Michaela Steinacker) auf ihre Mandate. Die konstituierende Sitzung des neugewählten Nationalrates erfolgte am 9. November 2017.
Am 25. Oktober begannen die Koalitionsverhandlungen zwischen ÖVP und FPÖ, diesen waren Sondierungsgespräche zwischen Sebastian Kurz und Vertretern aller ins Parlament gewählten Parteien vorausgegangen. Neben einer übergeordneten Steuerungsgruppe wurde in fünf Clustergruppen und 25 Fachgruppen verhandelt. Insgesamt bestehen die Untergruppen der Verhandlungsteams von ÖVP und FPÖ aus 140 Personen. Am 18. Dezember 2017 ist die Bundesregierung Kurz I vom Bundespräsidenten ernannt und angelobt worden.

## Unregelmäßigkeiten, Pannen
In der Gemeinde Koblach (Vorarlberg) sind 36 Briefwahlkarten am Wahlwochenende in den Briefkasten der Gemeinde eingeworfen worden und erst am Sonntag dort entdeckt worden. Der Wahlakt der Gemeinde wurde erst nach 17.00 Uhr an die Bezirkswahlbehörde Feldkirch übermittelt. Die 36 Briefwahlstimmen können daher nicht berücksichtigt werden – ein Missgeschick der Gemeinde. Primär ist es Aufgabe der Wähler, ihre Wahlkarten fristgerecht, also bis 17:00 des Wahltags, an die Bezirkswahlbehörde zuzustellen. In Zukunft sollen Gemeinden die Wähler darauf hinweisen.